# Antysemityzm

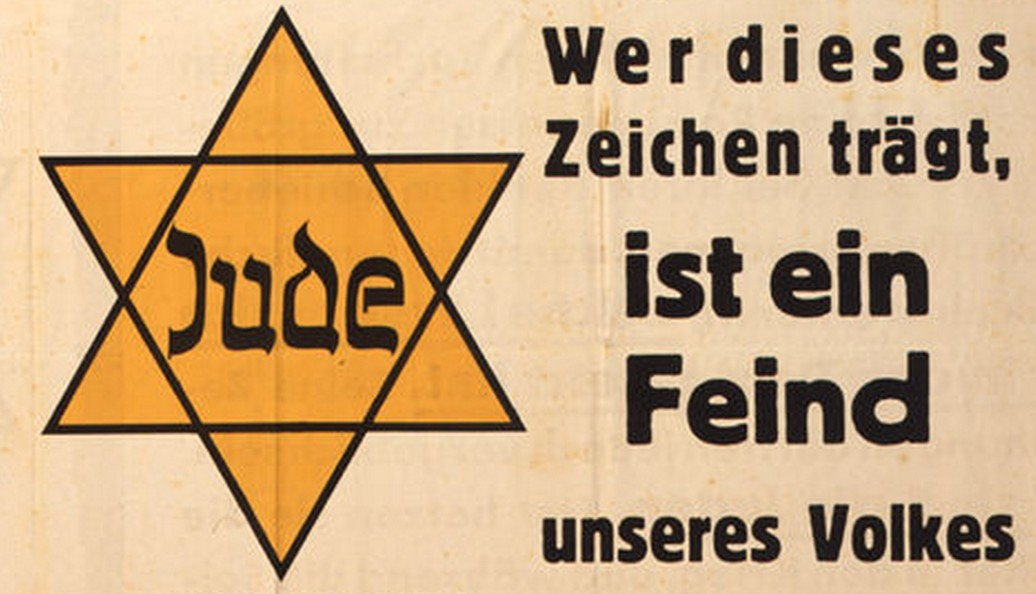
Każdy kto nosi ten znak, jest wrogiem naszego ludu, wycinek z niemieckiej gazety propagandowej (1942) nawiązujący do przymusowego publicznego „oznaczania” Żydów (poprzez noszenie symbolu gwiazdy Dawida na odzieży)

Antysemityzm – postawa niechęci, wrogości wobec Żydów i osób pochodzenia żydowskiego wynikająca z różnego rodzaju uprzedzeń; prześladowania i dyskryminacja Żydów jako grupy wyznaniowej, etnicznej lub rasowej oraz poglądy uzasadniające takie działania. Zwana także żydożerstwem, jest przeciwieństwem filosemityzmu. Ekstremalny antysemityzm głosiła ideologia niemieckiego nazizmu, doprowadzając do próby wyniszczenia narodu żydowskiego w okupowanej Europie.

## Pojęcie antysemityzmu
Wbrew nazwie, która mogłaby wskazywać uprzedzenie do wszystkich ludów pochodzenia semickiego, antysemityzm używany jest wyłącznie jako określenie wrogości do Żydów. Terminu „antysemityzm” we współczesnym znaczeniu po raz pierwszy użył niemiecki dziennikarz Wilhelm Marr w 1879 w broszurze zatytułowanej „Zwycięstwo żydostwa nad germanizmem” (niem. Der Sieg des Judentums über das Germanentum), agitującej na rzecz partii politycznej „Liga Antysemicka”.

## Historia

### Antysemityzm w starożytności

#### Antysemityzm w kręgu kultury hellenistycznej i rzymskiej
Geneza antysemityzmu i jego najwcześniejsze przejawy są przedmiotem sporów. Według Petera Schafera poglądy antysemickie mają swój początek w Egipcie; oprócz motywów ekonomicznych i obyczajowych dużą rolę odgrywało odrzucenie żydowskiego monoteizmu oraz zakaz „bałwochwalstwa”, czyli kultu bogów pogańskich. W jednym z najdawniejszych pism antysemickich egipski kapłan Manethon przedstawia Izraelitów jako potomków wypędzonych z Egiptu trędowatych.
Podobną niechęć budzili Żydzi w Grekach, którzy uważali ich za barbarzyńców nie poddających się z powodu zasad religijnych hellenizacji. Najjaskrawszym przejawem uprzedzeń były rozruchy w Aleksandrii w 38 roku n.e., w wyniku których zginęły tysiące Żydów. Pisarz grecki, Apion był autorem pamfletów antyżydowskich, znanych z polemiki Józefa Flawiusza. Powtórzył on m.in. znaną wcześniej legendę o tym, że Żydzi czczą głowę osła (onolatria) i corocznie składają ofiarę z Greka, rzucając klątwę przeciwko wszystkim Grekom.
Motywy antyżydowskie pojawiły się w wielu pismach autorów rzymskich (m.in. Juwenala, Tacyta). Tacyt określił Żydów jako lud nienawidzący całą resztę ludzkości i przypisał to ich religii. Walka o odzyskanie niepodległości nasiliła konflikty między Żydami i Rzymianami. Najbardziej wrogi judaizmowi cesarz Hadrian zakazał obrzezania. Po powstaniu Bar-Kochby nakazał wypędzenie i zakazał wstępu Żydom do Jerozolimy, a ziemiom żydowskim nadał nową nazwę: Palestyna – oraz poświęcił Świątynię Jerozolimską Jupiterowi. Wiele posunięć władz rzymskich wymierzonych w Żydów wiązało się z obawami przed prozelityzmem chrześcijan, którzy byli początkowo uważani za żydowską sektę.
Nowy Testament wspomina o edykcie Klaudiusza nakazującym wszystkim Żydom opuszczenie Rzymu (Dz 18,2). Swetoniusz w swojej biografii władcy (ok. 120 n.e.) pisał o tym samym dekrecie wydanym prawdopodobnie ok. 49 r. n.e., zaś powodem podanym przez tego rzymskiego historyka miały być zamieszki związane z Chrestosem:

Jako że Żydzi ciągle wszczynali zamęt pobudzani przez Chrestosa, on [Klaudiusz] wypędził ich z Rzymu.

Dokładne powody wydania edyktu nie są znane. Z Nowego Testamentu można wnioskować, że do ok. 60 r. n.e. Żydzi rzymscy nie prowadzili sporów z chrześcijanami (Dz 28,21-22).

#### Antysemityzm wczesnochrześcijański

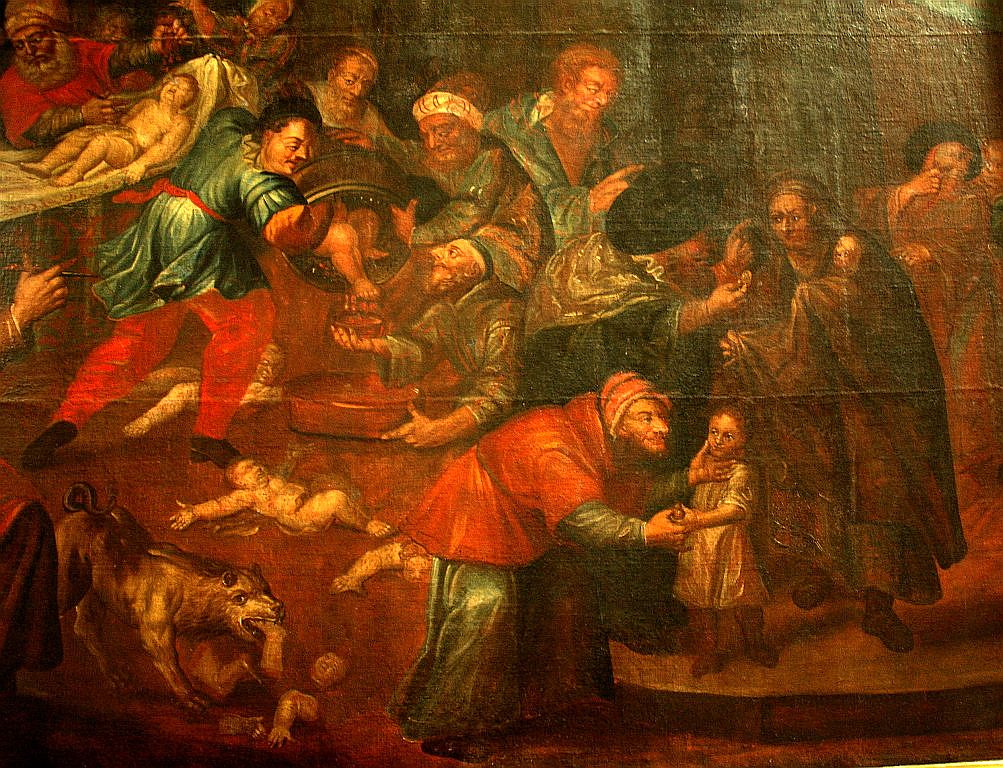
Obraz Mord rytualny przedstawiający rzekomy mord rytualny, autorstwa K. de Prevot, w katedrze w Sandomierzu. Centralna część obrazu – Żydzi toczą krew niemowlęcia umieszczonego w beczce nabitej gwoździami, poniżej poćwiartowane dziecko, którego członkami karmiony jest pies, u góry po lewej stronie postać z nożem pochylająca się nad nagim niemowlęciem, na dole po prawej stronie Żyd kusi kolejne dziecko.

Konflikt między uczniami Jezusa i faryzeuszami wkrótce doprowadził do wzajemnych oskarżeń i wrogości. Znalazły one odzwierciedlenie w Nowym Testamencie i pismach wczesnochrześcijańskich. Należy przy tym zaznaczyć, że pomimo licznych wypowiedzi przeciwko odrzucającym chrześcijaństwo wyznawcom judaizmu, Ewangelie oraz listy apostolskie podkreślają wartość i niezmienność Prawa żydowskiego oraz pierwszeństwo Żydów w stosunku do pogan w misji zbawczej Jezusa Chrystusa.
Pierwsze oskarżenie Żydów o bogobójstwo – spowodowanie śmierci Chrystusa – zostało wyrażone przez Melito, biskupa Sardes w 167 roku. Legalizacja chrześcijaństwa przez cesarza Konstantyna (Edykt mediolański w 313) i ustanowienie go religią państwową przez cesarza Teodozjusza (Edykt tesaloński w 380) spowodowały, że stosunek chrześcijan do judaizmu stopniowo stawał się stosunkiem państwa do Żydów. Cesarz Konstantyn zakazał m.in. konwersji chrześcijan na judaizm. Położenie Żydów pogarszały antyżydowskie pisma i homilie autorstwa nauczycieli Kościoła z IV w. (m.in. świętych Hieronima, Grzegorza z Nyssy, Hilarego z Poitiers, Jana Chryzostoma).
Kodeks Teodozjański z 439 roku określał upośledzony pod względem prawnym status Żydów, potwierdzony później przez kodeks Justyniana (Servitus Judaeorum). Sankcjonował szykany, np. zamykanie synagog, odbierał znaczenie zeznaniom Żydów w sporach z chrześcijanami, ale też gwarantował prawa do odrębności religijnej, autonomię sądowniczą oraz prerogatywy obywatelskie.
W Syrii w 415 roku w wyniku oskarżeń o mord rytualny fala rozruchów doprowadziła do spalenia lub konfiskaty wielu synagog, konfiskaty majątków Żydów oraz przymusowej konwersji na chrześcijaństwo pod groźbą wypędzenia. Kulminacja prześladowań na Wschodzie nastąpiła za panowania cesarza Herakliusza.
Antyżydowskie prawa wprowadzono także w państwach zachodniochrześcijańskich w VI i VII wieku. Synody w Orleanie, Elwirze i w Toledo ustanawiały szereg restrykcji dotyczących relacji żydowsko-chrześcijańskich, zalecały również przymusową konwersję oraz odbieranie Żydom dzieci i wychowywanie ich jako chrześcijan. Często prześladowania występowały w wyniku tzw. dysput, w których brali udział duchowni chrześcijańscy oraz zmuszeni do tego rabini. Po dyspucie w 1239 roku papież Grzegorz IX nakazał spalić księgę Talmudu.

### Antysemityzm w średniowieczu

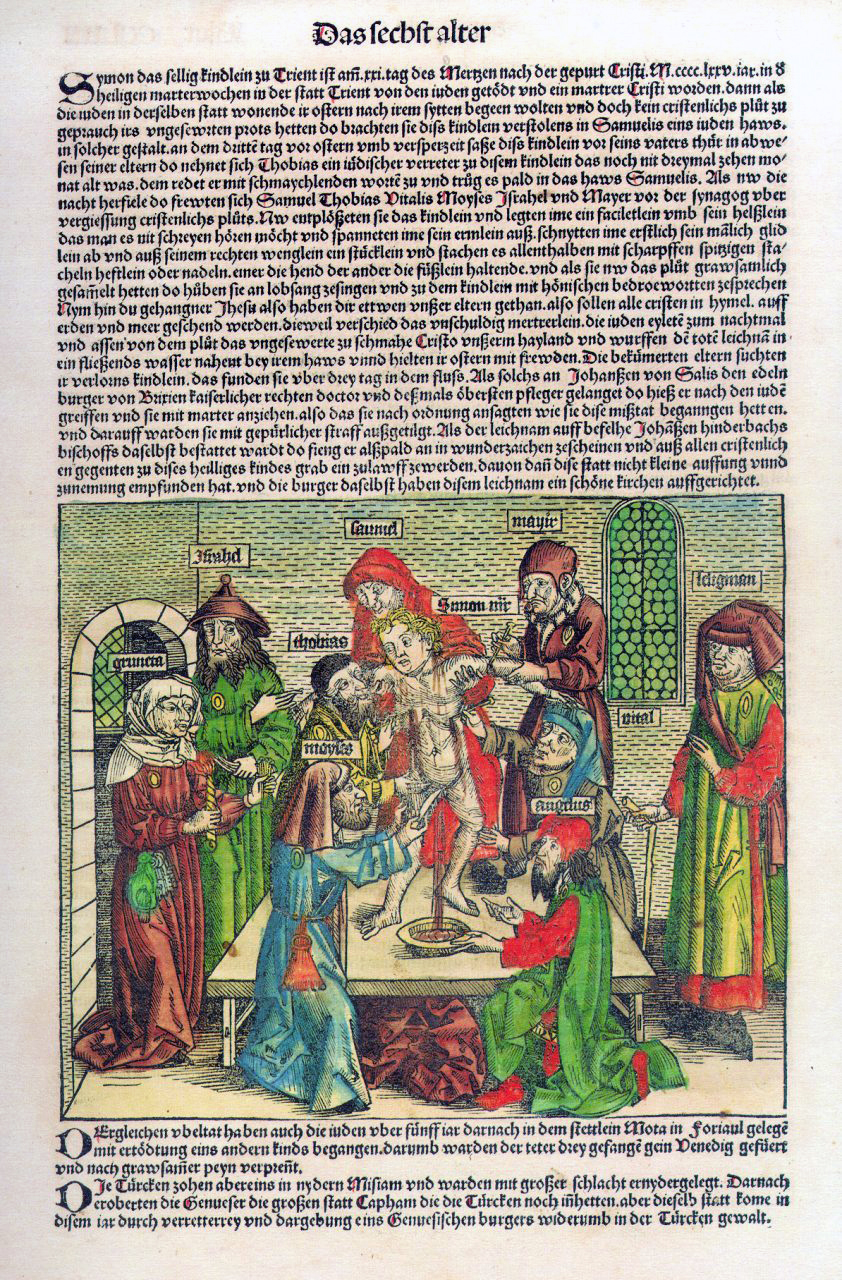
Rzekomy mord rytualny dokonany przez Żydów na Szymonie z Trydentu w 1475 r.

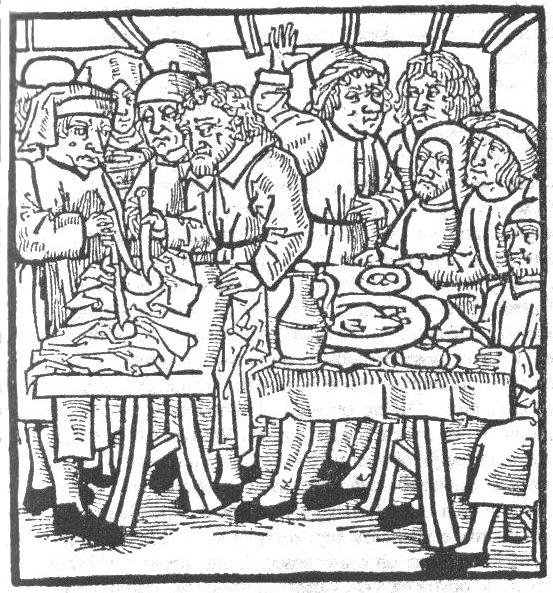
Żydzi bezczeszczący hostię w Szternberku, 1492 rok

Aż do XI w. w Europie Zachodniej obie wspólnoty żyły obok siebie bezkonfliktowo. Następowała umiarkowana obustronna asymilacja kulturowa i językowa. Kościelni dostojnicy protestowali przeciwko uczestnictwu chrześcijan w żydowskich świętach oraz Żydów w czasie mszy. Żydzi przejmowali chrześcijańskie imiona, a chrześcijańscy uczeni pobierali nauki u żydowskich mistrzów.
Pierwsze informacje o wydzielonych osiedlach żydowskich pochodzą z XI w., wtedy też dochodzi do pierwszych wypędzeń (Rouen, Orlean, Limoges i Moguncja). Nasilenie prześladowań Żydów wiązało się z wyprawami krzyżowymi. Był to masowy ruch religijny wykluczający współpracę pomiędzy chrześcijanami a Żydami, którzy znaleźli się w sytuacji wroga obwinianego o śmierć Chrystusa. Podniecenie tłumów podczas pierwszej krucjaty w 1096 doprowadziło do śmierci tysięcy Żydów i zagłady licznych społeczności żydowskich, zwłaszcza w miastach nadreńskich. Także szturm krzyżowców na Jerozolimę w 1099 zakończył się spaleniem żywcem zamkniętych w synagogach Żydów. Później pogromy żydowskie wybuchały cyklicznie. Często jedynym sposobem uratowania życia był chrzest. W czasie drugiej wyprawy krzyżowej (1147–1149) nastąpiło nasilenie propagandy antyżydowskiej przedstawiającej naród żydowski jako odwiecznego wroga chrześcijan.
Również w połowie XII wieku pojawiły się oskarżenia o rytualne spożywanie krwi chrześcijańskich dzieci. Pierwsze odnotowane w Europie miało miejsce w Norwich w 1144. Interwencja szeryfa uratowała miejscowych Żydów. Zamordowany William z Norwich stał się lokalnym świętym. Wydarzenia te przyczyniły się do utrwalenia antyżydowskich stereotypów. W XII w. w Anglii dochodziło do jeszcze trzech takich incydentów, obyły się jednak bez ofiar bądź formalnego procesu.
W 1171 r. w Blois samo oskarżenie o wrzucenie ciała dziecka do wody (choć samego ciała nie odnaleziono) spowodowało proces, uwięzienie i spalenie 31 przedstawicieli miejscowej gminy żydowskiej.
W grudniu 1239 zostało zamordowanych pięcioro dzieci młynarza mieszkającego w okolicy Fuldy (Hesja-Nassau). Oskarżeni o ich śmierć Żydzi na torturach przyznali się do morderstw i użycia krwi w celach leczniczych. W wyniku samosądu zamordowano 34 Żydów. Cesarz Fryderyk II zwołał dysputę by rozsądzić zasadność oskarżeń, zarówno zebrani uczeni, jak i żydowscy konwertyci uznali je za sprzeczne z tradycją żydowską.
W 1247 r. we francuskim miasteczku Valréas w środę przed Wielkanocą, w fosie znaleziono ciało 2-letniej dziewczynki. Ponieważ wcześniej widziano ją w getcie, sędziowie inkwizycji uznali to za przypadek mordu rytualnego. Torturowani Żydzi przyznali, że potrzebowali krwi by świętować komunię w sobotę wielkanocną i jest to powszechny obyczaj w społecznościach żydowskich, nie tylko we Francji. O popularności takich oskarżeń świadczy fakt, że w tym samym roku Żydzi z Niemiec i Francji wnieśli skargę do papieża Innocentego IV z powodu bezpodstawnych oskarżeń o używanie serca chrześcijańskiego dziecka w świętowaniu Wielkanocy. W samym tylko XIII w. podobne incydenty, często zakończone samosądem lub prześladowaniami miały miejsce w Lincoln w 1255, Pforzheim w 1267, Weissenburgu (Alzacja) w 1270, Oberwesel (Nadrenia-Palatynat) w 1286, Bernie w 1294 r. Kościół choć oficjalnie odrzucił tezę o mordach rytualnych, aprobował kult jego rzekomych ofiar. Do XVIII w. Kościół czcił blisko 40 takich świętych. Najbardziej znaną legendarną ofiarą mordu rytualnego był Szymon z Trydentu (zm. 1475), który w 1588 został kanonizowany. Wielu Żydów skazano na śmierć, obwiniając ich o morderstwa zaginionych dzieci, których ciała miały służyć do rzekomych obrzędów.
W 1215 r. Sobór laterański IV uchwalił dogmat o transsubstancjacji. Rozwijający się kult hostii przyczynił się do oskarżeń o kradzież i kaleczenie hostii, za pomocą której Żydzi ponawiać mieli bogobójstwo. W 1247 r. w Beelitz (Brandenburgia) spalono z tego powodu całą społeczność żydowską. Podobne incydenty, najczęściej zakończone prześladowaniami miały miejsce w Paryżu, Röttingen, Ratyzbonie, Krakowie, Pradze, Poznaniu, Głogowie, Wrocławiu, Świdnicy i innych miastach.
W sumie w średniowieczu odnotowano ok. 100 przypadków oskarżeń o profanację hostii i 150 o mord rytualny. Synody kościelne we Wrocławiu i Sienne (1267) zakazały wiernym kupowania żywności u Żydów.
Postać Żyda-truciciela w pełni ujawnia poczucie lęku, jaki odczuwano wobec Żydów. W dobie epidemii czarnej śmierci (1348-50) lęk ten zaowocował licznymi masakrami, przede wszystkim w miastach niemieckich. Tam częściej niż gdzie indziej szerzenie się zbierającej setki tysięcy ofiar zarazy tłumaczono zatruwaniem studni przez Żydów. Popularne w średniowieczu widowiska pasyjne odzwierciedlały pogląd teologiczny o odpowiedzialności Żydów za bogobójstwo. Mord dzieci oraz profanacja hostii były przedmiotem wielu legend oraz częstym motywem przedstawianym w sztuce chrześcijańskiej (np. poznańska legenda o skradzionych hostiach i seria sześciu obrazów „Cud hostii” Paolo Uccello w kościele Corpus Domini w Urbino). Efektem i symbolem uprzedzeń były przepisy ściśle separujące Żydów i chrześcijan oraz nakazujące Żydom noszenie odmiennych strojów lub oznaczeń, np. żółtych łat na strojach, spiczastych czapek etc. Nakaz noszenia wyróżniających ubiorów wprowadził w chrześcijaństwie zachodnim Sobór laterański IV w 1215 roku. Żydom często zezwalano mieszkać tylko w wybranej dzielnicy miasta. Niektórym miastom wydawano przywileje o nietolerowaniu Żydów. Zakazywano im także kupowania ziemi i wyznaczano profesje, jakimi mogli się zajmować. Żydzi byli często wynajmowani jako poborcy podatków i pośrednicy między dziedzicem a ludnością wiejską, egzekwujący powinności feudalne. Takie zajęcia sprzyjały budowie stereotypowego, zdemonizowanego obrazu Żyda w świadomości i kulturze ludowej.
Tolerancja średniowiecznych władców wobec Żydów była związana przede wszystkim z ich rolą w życiu gospodarczym. W czasach obowiązywania kościelnego zakazu pożyczania pieniędzy na procent (lichwy) – który nie obowiązywał Żydów – kupcy żydowscy pełnili rolę bankierów, co było przyczyną zarówno tolerowania Żydów, jak i niechęci do nich. Zadłużenie chrześcijańskich książąt oraz kupców było stałym źródłem napięć i często przyczyniało się do wypędzania Żydów. Wypędzanie wiązało się z całkowitą konfiskatą ich mienia przez władcę i często było sposobem wybrnięcia z problemów finansowych. W latach 1338–1339 nad środkowym Renem miała miejsce seria pogromów Armlederów, w trakcie których zubożałe rycerstwo i chłopi wymordowali większość mieszkańców tamtejszych gmin żydowskich.
Żydów nierzadko oskarżano o trudnienie się magią i paktowanie z diabłem, a także o powodowanie epidemii poprzez zatrucie studni, dokonane z nienawiści do chrześcijan. W efekcie epidemie często prowadziły do pogromów żydowskich. Wraz z wybuchem epidemii dżumy, która zdziesiątkowała ludność Europy w latach 1348–1349, rozpoczęły się masowe mordy społeczności żydowskiej, oskarżanej o wywołanie pandemii m.in. poprzez zatrucie studzien. Dzięki zastosowaniu tortur, wymuszano od Żydów przyznanie się do winy, co skutkowało m.in. spaleniem 900 Żydów żywcem w Strasburgu 14 lutego 1349. Gminy wyznawców judaizmu wziął pod swoją opiekę papież Klemens VI, który wydał dla nich 6 lipca 1348 bullę protekcyjną.
W 1434 r. sobór w Bazylei zakazał chrześcijanom jakichkolwiek regularnych kontaktów z Żydami. Nie wolno im było leczyć się u żydowskich lekarzy, korzystać z żydowskiej służby i mieszkania w tych samych domach. Żydom zabroniono wznoszenia nowych synagog, zmiany miejsca pobytu bez zezwolenia, sprawowania funkcji publicznych i pożyczania na procent.

### Antyjudaizm w nowożytności
Reformacja i kontrreformacja nie przyniosła wielkiej poprawy położenia Żydów. Marcin Luter początkowo miał nadzieję na ich nawrócenie, ale niespełnienie tego marzenia sprawiło, że podtrzymał wszelkie dotychczasowe oskarżenia i żądał zamknięcia wszystkich synagog i szkół żydowskich oraz zakazu nabożeństw pod karą śmierci. Nie przeszkodziło to w doszukiwaniu się w protestantyzmie żydowskich wpływów, gdyż wierzono, że Żydzi sprzyjają szerzeniu się herezji. Wywołało to nową falę prześladowań: papież Paweł IV przywrócił wiele średniowiecznych postanowień, ograniczających prawa Żydów, nakazujące im noszenie wyróżniających strojów, utworzył również getto rzymskie. Zarządzenia te obowiązywały w Państwie Kościelnym aż do XIX wieku. Żydów obwiniano później także o inspirowanie masonerii i antyklerykalizmu, w następnie – doktryn liberalnych i socjalistycznych.
Fala konwersji, która następowała w wyniku prześladowań, często była motywowana chęcią zachowania życia i majątku. Konwertyci (zwani marrani) nierzadko praktykowali judaizm w ukryciu. Spowodowało to podejrzliwość wobec nich oraz prawa wymierzone w „nowych chrześcijan”, które przybrały de facto rasowy charakter. Potomków Żydów nie przyjmowano do stanu kapłańskiego i zgromadzeń zakonnych oraz poddawano kontroli inkwizycji. Szczególnie aktywnie tropiła „kryptojudaizm” inkwizycja hiszpańska, która prowadziła rejestry konwertytów i ich potomków i chętnie wszczynała procesy na podstawie donosów dotyczących np. podejrzanego unikania wieprzowiny. Portugalscy konwertyci zamieszkujący Lizbonę padli w kwietniu 1506 roku ofiarą krwawego pogromu. Od 1536 roku tamtejsi „nowi chrześcijanie” byli natomiast represjonowani przez inkwizycję.
Katolicki, protestancki, a także prawosławny antyjudaizm często w XIX i XX wieku usprawiedliwiał postawy antysemickie i był podłożem antysemityzmu politycznego (Action Française we Francji, Christlichsoziale Partei w Austrii, Czarna Sotnia w Rosji, Narodowa Demokracja w Polsce). Niemieccy duchowni, zarówno protestanccy, jak i katoliccy, dystansując się od rasistowskiego antysemityzmu nazistów, nie wystąpili publicznie w obronie Żydów w okresie Holocaustu.
W czasie wojny domowej w Rosji (1917-1922) wśród przeciwników leninizmu pojawił się stereotyp Żyda-komunisty. W latach 20. XX wieku stereotyp żydokomuny zyskał popularność w innych państwach i stał się istotnym elementem ideologii nazistowskiej gdzie nazywany był jako Jüdischer Bolschewismus, czyli żydowski bolszewizm.
Obecnie antyjudaizm w teologii i tolerowanie antysemityzmu są przez przeważającą większość kościołów chrześcijańskich uważane za niezgodne z duchem chrześcijaństwa. Duże znaczenie dla katolików miała deklaracja Nostra aetate ogłoszona na Soborze watykańskim II (1965), która orzekła, że lud Nowego Testamentu zespolony jest duchowo z plemieniem Abrahama, odrzuciła odpowiedzialność wszystkich Żydów, a szczególnie współczesnych Żydów za śmierć Chrystusa, zabrania przedstawiać Żydów jako odrzuconych lub jako przeklętych przez Boga, rzekomo na podstawie Pisma Świętego oraz potępiła przejawy antysemityzmu, które kiedykolwiek i przez kogokolwiek kierowane były przeciw Żydom. Przeciwko objawom antysemityzmu wypowiedział się papież Jan Paweł II w swoim przemówieniu w Synagodze Większej w Rzymie w dniu 13 kwietnia 1986.

### Antysemityzm a nacjonalizm

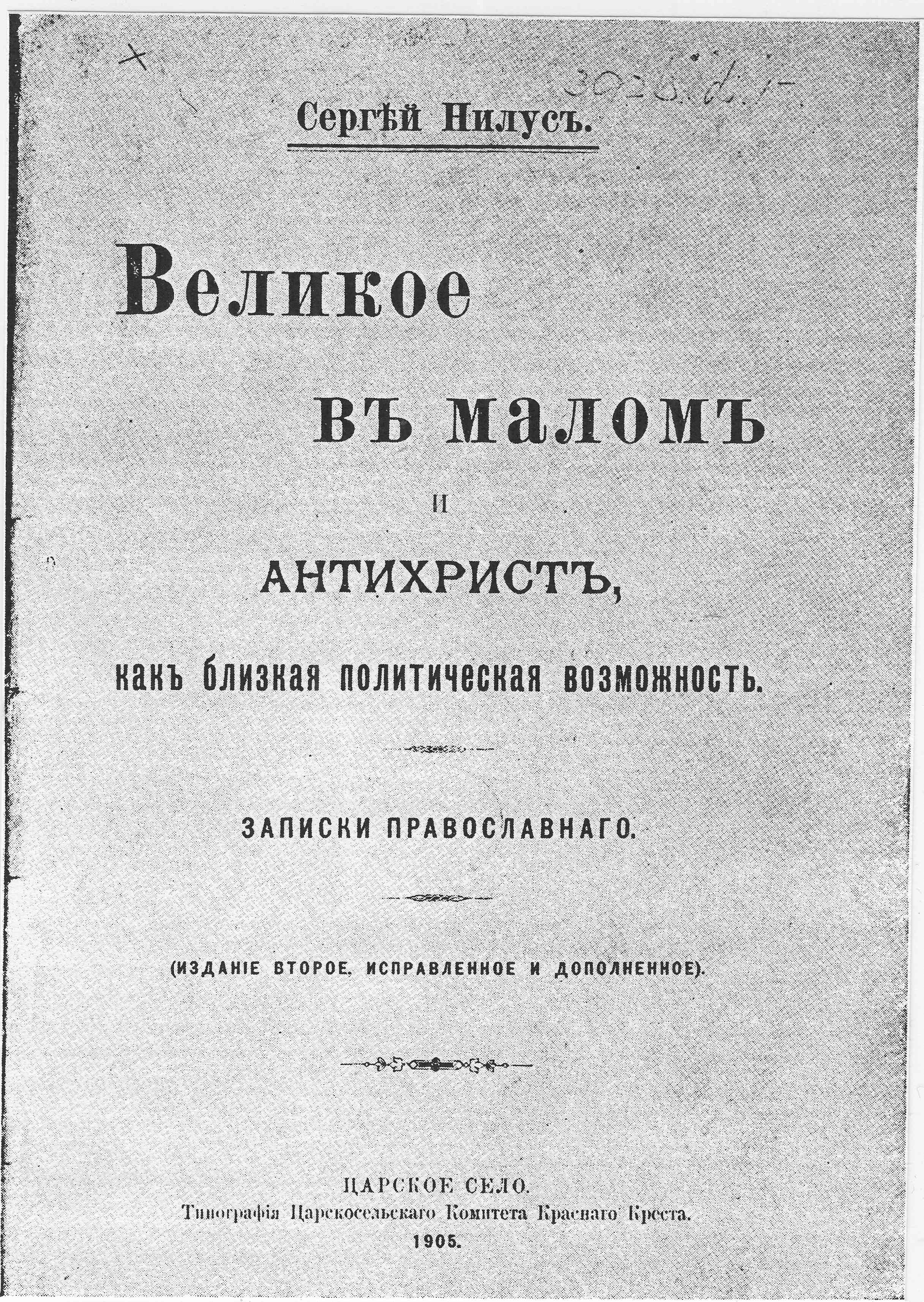
Protokoły mędrców Syjonu – carska antysemicka fałszywka opisująca rzekome plany osiągnięcia przez Żydów globalnej dominacji. Okładka książki z 1905 Siergieja Aleksandrowicza Nilusa („Wielkie w małym i Antychryst”) zawierającej tekst „Protokołów mędrców Syjonu” – jedna z pierwszych publikacji Protokołów w formie książkowej (pierwszy raz Protokoły zostały opublikowane w odcinkach w rosyjskiej czarnosecinnej gazecie „Znamya” w okresie sierpień–wrzesień 1903)

W XIX w., wraz z rodzeniem się nacjonalizmów i państw narodowych oraz sekularyzacją życia publicznego, pojawił się etniczny wymiar antysemityzmu, a wraz z nim nowe oskarżenia o dążenie do przejęcia władzy nad światem. W 1905 r. w Imperium Rosyjskim carska Ochrana spreparowała broszurę Protokoły mędrców Syjonu, opisującą rzekome korzyści dla narodu żydowskiego z inspirowania wojen, rewolucji i ruchów wywrotowych, propagowania takich idei jak darwinizm, marksizm, liberalizm, socjalizm, ateizm, prawa człowieka i powszechne prawa wyborcze, a także demoralizacji krzewionej przez kontrolowaną rzekomo przez Żydów prasę. Broszura ta, która początkowo miała na celu dyskredytowanie zagrażających caratowi ówczesnych ruchów politycznych i społecznych, stała się wkrótce biblią paranoicznej odmiany antysemityzmu, dopatrującej się we wszystkich działaniach wymierzonych w porządek społeczny wpływu Żydów, którzy posiadają rzekomo ukryte centrum polityczne, zmierzające do panowania nad światem za pomocą różnych makiawelicznych działań.
Antysemicka kampania w Imperium Rosyjskim doprowadziła do procesu Menachema Bejlisa w 1913 roku. Oskarżonym był ukraiński Żyd mający rzekomo dokonać mordu rytualnego na chrześcijańskim dziecku. Biegłymi powołanymi w procesie byli m.in. katolicki ksiądz Justyn Bonawentura Pranajtis, który jako teolog udowadniał jakoby Żydzi dokonywali rytualnych mordów.

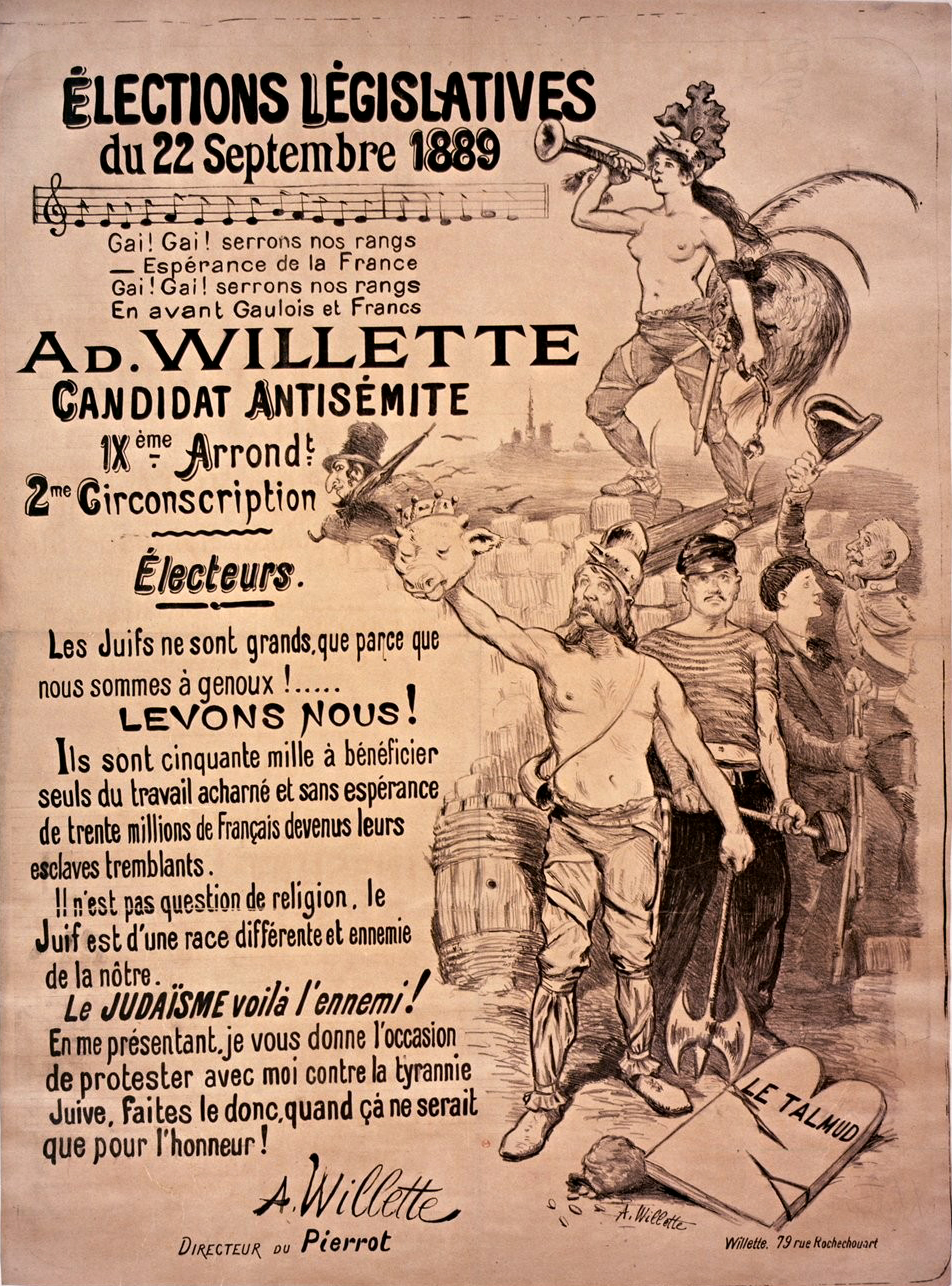
Francuski plakat wyborczy z 1889 roku kandydat Adolf Willette reklamuje się jako „Antysemita” (Candidat Antisémite) i nad leżącym na ziemi Talmudem apeluje do wyborców Le judaïsme, voila l’ennemi! („Judaizm, oto jest nasz wróg!”)
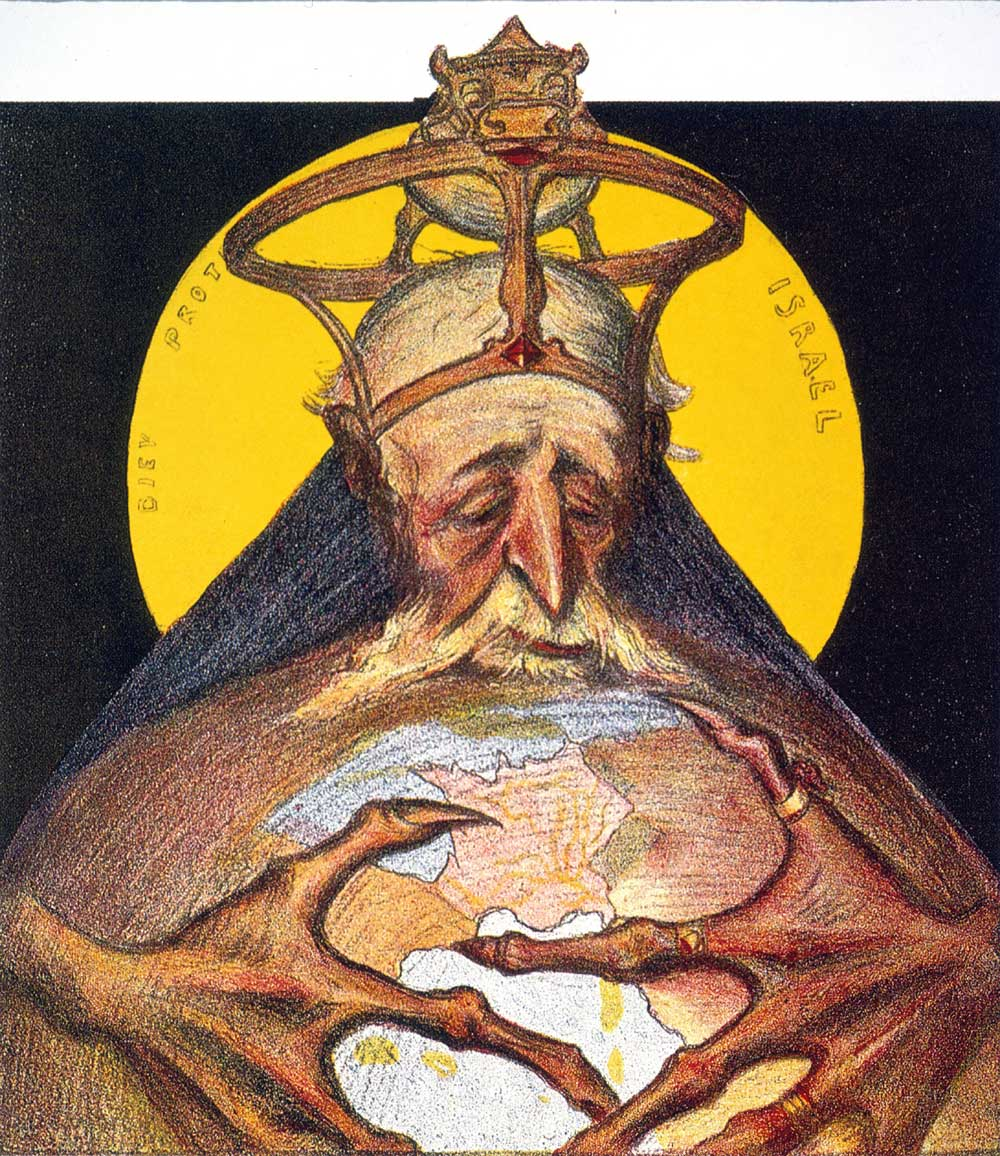
Francuska karykatura antysemicka z 1898 roku – świat w rękach Żyda

### Antysemityzm w III Rzeszy i w nazizmie

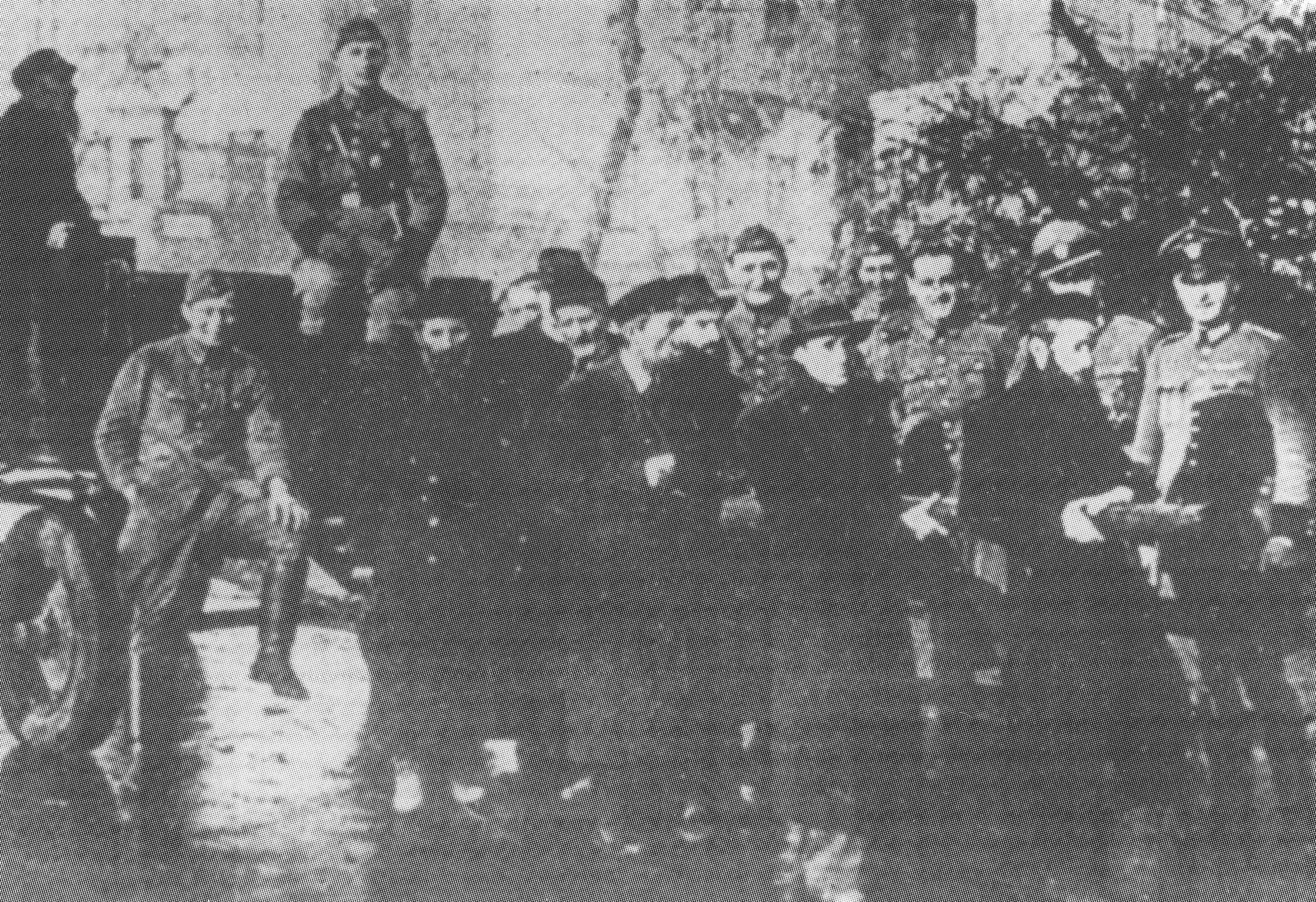
Niemieccy żołnierze pozujący do zdjęcia z Żydami zaprzężonymi do wozu w okupowanej Warszawie

#### Kwestie ideowe
Antysemityzm osiągnął apogeum w latach 30., w niemieckiej III Rzeszy, gdzie był jądrem oficjalnej ideologii państwowej.
Antysemityzm nazistów wyrażał i koncentrował narastające wcześniej w Europie nastroje antysemickie, i połączył je z lękiem przed żydowsko-bolszewicką Rosją i mitologią Protokołów Mędrców Syjonu. Na wzrost antysemityzmu w Niemczech po I wojnie światowej wpłynęły grupy imigrantów niemieckiego pochodzenia z państw nadbałtyckich i Rosji. Imigranci ci podkreślali związek między Żydami a bolszewizmem. Utożsamianie Żydów z komunizmem był centralnym elementem nazizmu, a to właśnie Niemiec bałtycki Alfred Rosenberg stał się jednym z głównych teoretyków hitleryzmu.
Rasowe teorie hitlerowców nie przewidywały różnic pomiędzy Żydami, traktując wszystkich w sposób jednakowy, niezależnie od ich kariery czy pochodzenia. Teza ta narodziła się z poglądu według którego żydowski bolszewizm tworzył zagrożenie biologiczne wiążące się z jakimkolwiek kontaktem (a zwłaszcza seksualnym) z Żydami. Kontakty seksualne Żydów z kobietami aryjskimi określane były przez hitlerowców jako zbezczeszczenie aryjskości (Rassenschande). Podobnie jak antysemici z okresu średniowiecza, naziści określali osoby pochodzenia żydowskiego jako nie-ludzi, diabły i zwierzęta (tzw. Judensau) – Żydów przedstawiano w propagandzie jako zarazki i pasożyty.
Antysemityzm nazistów związany był z antykomunizmem – komunistów podobnie jak inne nurty lewicy utożsamiono z Żydami i kulturowym bolszewizmem (Kulturbolschewismus). Pogląd ten nie znajdował odzwierciedlenia w rzeczywistości – początkowo pośród komunistów niemieckich znajdował się znaczący odsetek osób pochodzenia żydowskiego, lecz w okresie stalinizacji partii komunistycznej liczba Żydów w kierownictwie partii spadła, a kierownictwo partii socjaldemokratycznej w okresie dwudziestolecia międzywojennego zdominowane było przez związkowców chrześcijańskich.
Naukowcy nazistowscy potępiali wszelkie dokonania Żydów – potępiano psychologię freudowską i dokonania Alberta Einsteina w zakresie żydowskiej fizyki.

#### Represje i ludobójstwo
W nazistowskich Niemczech wprowadzono stopniowo serię ustaw (zob. ustawy norymberskie) ograniczających udział Żydów niemieckich w życiu gospodarczym i politycznym. Po 1939 r. rozpoczęto działania w celu wymordowania wszystkich Żydów w Niemczech i na terytoriach Europy kontrolowanych przez III Rzeszę. Na przełomie 1941 i 1942 r., w czasie konferencji w Wannsee, zapadła decyzja o „ostatecznym rozwiązaniu kwestii żydowskiej” (Endlösung der Judenfrage). Masowy mord około 6 milionów Żydów europejskich znany jest w historii jako Holocaust.
Około 2 miliony zamordowanych Żydów stanowiły dzieci. Liczba polskich Żydów wśród ofiar Zagłady szacowana jest od 2,6 mln do 3,3 mln osób.

### Antysemityzm w stalinowskim ZSRR
Pierwsze akcenty antysemickie pojawiły się w ZSRR wraz z narastaniem konfliktu Trockiego ze Stalinem, podczas którego podkreślano fakt, że ten pierwszy jest pochodzenia żydowskiego. W pewnym momencie propaganda stalinowska operowała wprost skojarzeniami „Żyd to trockista, trockista to Żyd”. Później pochodzenie żydowskie było w ZSRR wielokrotnie wykorzystywane do budowania teorii spiskowych, wraz z wyliczaniem „typowo żydowskich nazwisk” lub nazwisk słowiańskich, które spiskowcy rzekomo przybrali jako pseudonimy dla ukrycia nazwisk żydowskich (tzw. „spisek trockistowsko-zinowiewowsko-kamieniewowski”). Działalność ta była rozwinięta do tego stopnia, że Wydział IV NKWD zyskał sobie przydomek „Jewsekcji” („jewriejskiej”, czyli żydowskiej).
W czasie wojny (1941–1945) działania antysemickie zostały wstrzymane, Józef Stalin stworzył nawet Żydowski Komitet Antyfaszystowski, który zajmował się propagowaniem pozytywnego obrazu ZSRR na Zachodzie, zwłaszcza w Stanach Zjednoczonych. Po powstaniu państwa Izrael, w 1948 roku wielu członków Komitetu zostało aresztowanych, a 12 sierpnia 1952 czternaścioro z nich rozstrzelano pod zarzutem szpiegostwa na rzecz USA. Prasa radziecka piętnowała osoby pochodzenia żydowskiego, podając ich oryginalne nazwiska w nawiasach. W okresie lat 1948–1953 w wyniku różnych represji zginęło co najmniej 248 pisarzy piszących w języku jidysz, 106 aktorów, 87 malarzy i rzeźbiarzy pochodzenia żydowskiego, w tym znany rosyjski aktor Solomon Michoels oraz literaci: Lejb Kwitko, Icyk Fefer, Dawid Bergelson, Der Nister. Antysemickie akcenty pojawiały się także w oskarżeniach wysuwanych wobec lekarzy przed śmiercią Stalina („spisek żydowskich lekarzy”).

### Antysemityzm w Stanach Zjednoczonych

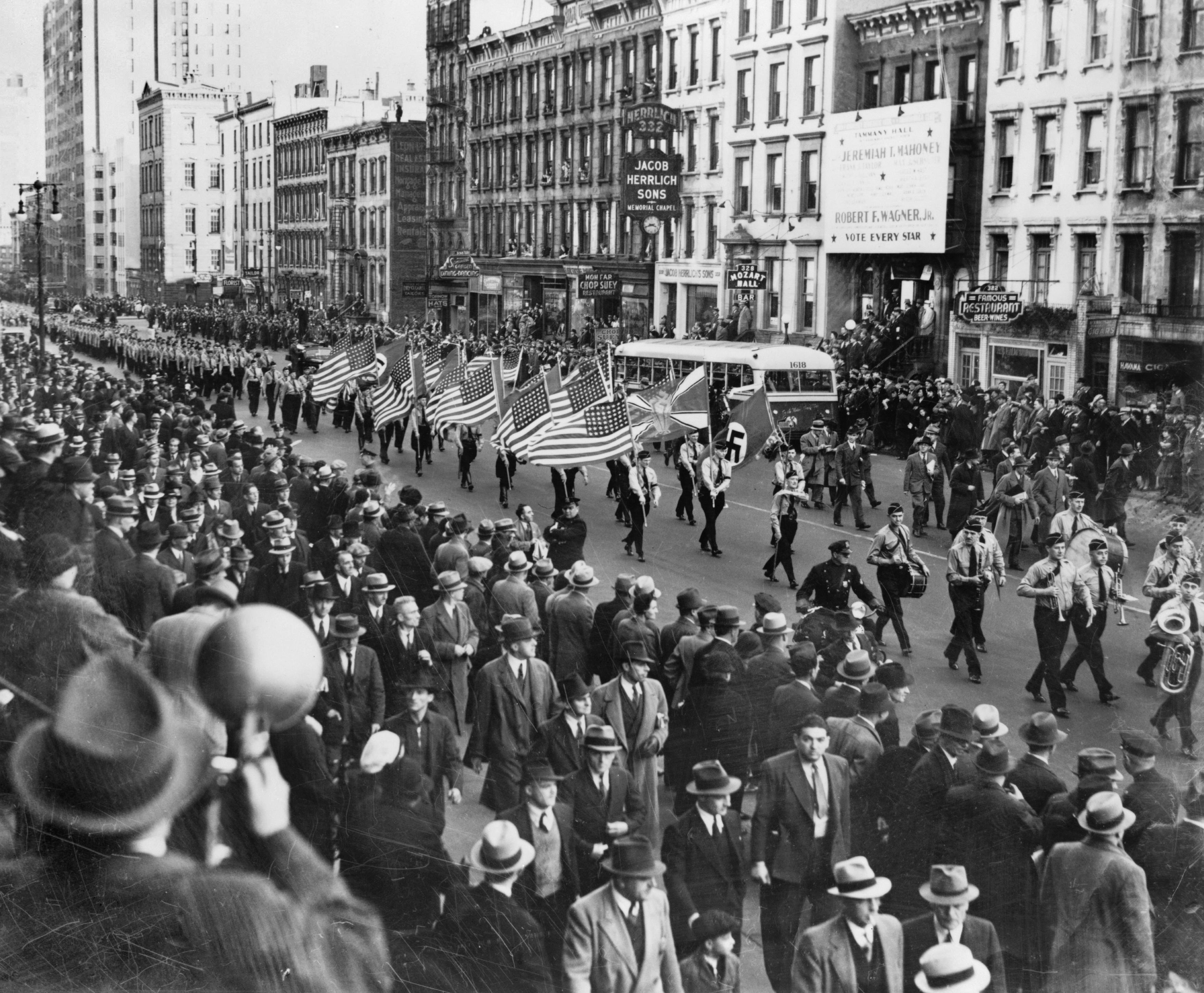
Marsz amerykańskich faszystów skupionych w Amerikadeutscher Volksbund w Nowym Jorku (1939)

W latach 1900–1924 z Europy do Stanów Zjednoczonych wyjechało około 1,75 miliona Żydów. Przed 1900 rokiem ogół Żydów w populacji amerykańskiej był zawsze mniejszy niż 1% ludności, przed 1930 rokiem wskaźnik ten wynosił już 3,5%. Wzrost liczby Żydów i ich awans społeczny przyczynił się do zaostrzenia się antysemityzmu. W pierwszej połowie lat 20. Żydzi byli dyskryminowani na rynku pracy, mieszkań, dyskryminacja objęła ich uczestnictwo w wielu klubach i organizacjach. Wzrosły opłaty dla osób pochodzenia żydowskiego w szkołach i na uniwersytetach. Wzrost tendencji antysemickich w USA światowa opinia publiczna zauważyła po linczu dokonanym na Leo Franku w 1915 roku w mieście Marietta w stanie Georgia. Antysemityzm został wykorzystany do odbudowy nieaktywnego od lat 70. XIX wieku Ku Klux Klanu.
W okresie międzywojennym producent samochodów Henry Ford propagował idee antysemickie w swojej gazecie Dearborn Independent. Ojciec Coughlin w latach 30. atakował New Deal rozpoczęty przez Franklina Delano Roosevelta jako żydowski spisek finansowy natomiast Louis McFadden przewodniczący Amerykańskiej Komisji Izby Reprezentantów ds. Bankowości i Waluty oskarżał Żydów o udział w polityce Roosevelta.
Na początku lat 40. lotnik Charles Lindbergh i wielu wybitnych Amerykanów działało w America First Committee, które sprzeciwiało się uczestnictwu Stanów Zjednoczonych w wojnie przeciwko Niemcom. Lindbergh w czasie swojej wizyty w Niemczech w lipcu 1936 roku w swoich korespondencjach chwalił rząd hitlerowski, a w czasie swojej późniejszej działalności głosił poglądy rasistowskie. Pod koniec lat. 30 w Nowym Jorku odbyła się parada niemieckiej organizacji faszystowskiej działającej pod nazwą Amerikadeutscher Volksbund, w czasie której jej członkowie nosili nazistowskie mundury i prezentowali amerykańskie flagi oraz swastyki. W 1943 roku w Detroit doszło do zamieszek skierowanych przeciwko przedsiębiorcom żydowskim.

## Antysemityzm po II wojnie światowej

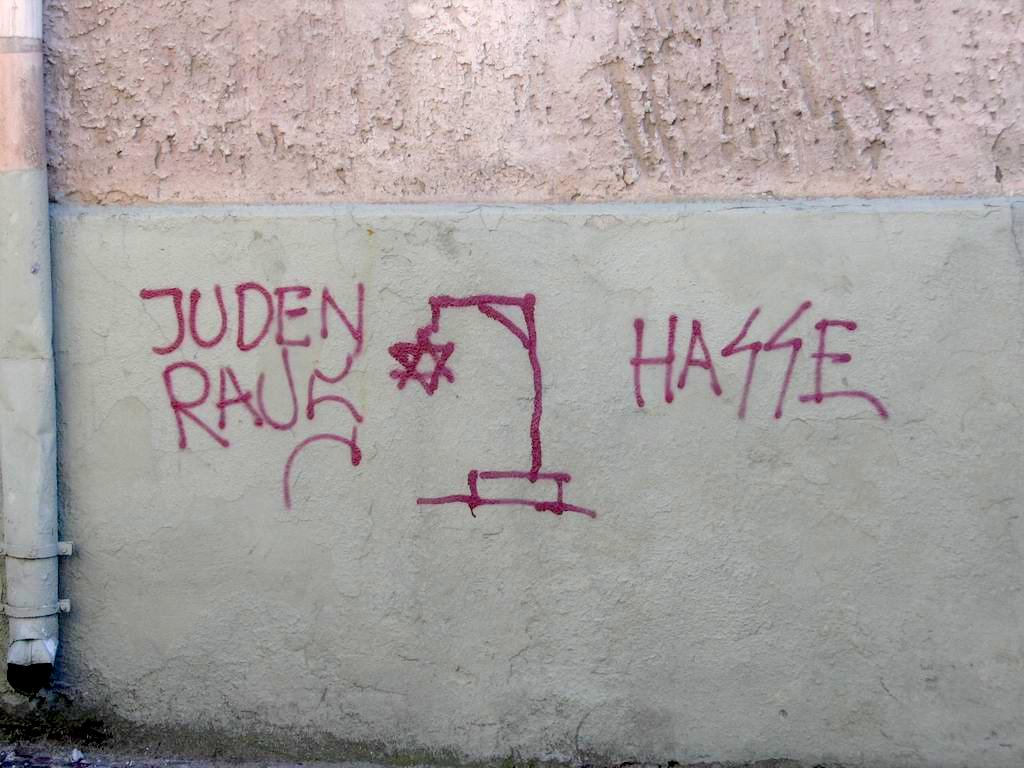
Antysemicki napis na murze w litewskiej Kłajpedzie

Po ujawnieniu zbrodni hitlerowców na Żydach modny przed wojną w wielu kręgach otwarty antysemityzm przestał być społecznie akceptowany w krajach zachodnich. Niemniej treści antysemickie bywały rozprzestrzeniane pod płaszczykiem antysyjonizmu.
O ile antysemityzmu nie stanowi sama krytyka Izraela i prowadzonej przez to państwo polityki, to powstanie Izraela w 1948 i konflikt izraelsko-palestyński stały się w niektórych przypadkach jego nowym źródłem. Antysemityzm jest otwarcie popierany w wielu krajach arabskich i muzułmańskich. Nawet Protokoły mędrców Syjonu, antysemicka fałszywka, zyskały ogromną popularność w wielu krajach na Bliskim Wschodzie, gdzie zrobiono na ich podstawie popularny serial telewizyjny pt. „Ash-Shatat” (Diaspora). Wiele organizacji muzułmańskich, także w Europie, otwarcie nawołuje do mordowania Żydów.
Obecnie do faszyzmu włoskiego i niemieckiego odwołują się marginalne partie, tj. Narodowodemokratyczna Partia Niemiec, Ruch Społeczny we Włoszech, Amerykańska Partia Nazistowska w USA, Partia Republikanów w Niemczech, partie takie działają także w Wielkiej Brytanii, Belgii, RPA oraz w niektórych krajach Ameryki Łacińskiej.
Szereg organizacji radykalnie lewicowych było oskarżanych o głoszenie haseł antysemickich na fali światowego sprzeciwu wobec polityki administracji George’a W. Busha. Izrael jest postrzegany jako tradycyjny sojusznik USA na Bliskim Wschodzie i w związku z tym krytyka polityki tego państwa często silnie łączy się z krytyką polityki Stanów Zjednoczonych. Jednakże niektórzy autorzy widzą w tym przejawy tzw. „lewicowego antysemityzmu”. Tego rodzaju oskarżenia są jednak zdecydowanie odrzucane przez autorów, którzy sprzeciwiają się zrównywaniu z antysemityzmem krytyki polityki Izraela wobec Palestyńczyków. Podkreślają oni, iż zdecydowana większość organizacji radykalnie lewicowych, głosząc poglądy antysyjonistyczne, potępia antysemityzm.
Hasła antysemickie zaczęły się pojawiać w Rosji podczas rozprawy rządu Putina z oligarchami. Prasa podkreślała wówczas żydowskie korzenie Borisa Bieriezowskiego i Michaiła Chodorkowskiego.
15 listopada 2006 roku Europejski Kongres Żydów opublikował, w związku z wojną Izraela w Libanie, raport, stwierdzający wzrost antysemickich incydentów w UE, szczególnie w zachodnich krajach Unii, jak np. Francja czy Niemcy. Raport Stephen Roth Institute opublikowany w 2010 roku odnotował wzrost liczby antysemickich incydentów w Europie Zachodniej o ponad 60% i przypisał je kampaniom przeciwko wojnie w Gazie prowadzonym w 2009 roku.
W kwietniu 2008 Watykan wydał oświadczenie, w którym „stanowczo potępia wszelkie formy dyskryminacji Żydów i antysemityzmu”. Oświadczenie ukazało się w związku z dyskusją wokół wprowadzonych zmian w modlitwie za Żydów w tradycyjnym mszale łacińskim.

## Antysemityzm na ziemiach polskich

### W kształtowaniu się nacjonalizmu polskiego
Podobnie jak w większości krajów europejskich, antysemityzm stał się częścią nacjonalizmu kształtującego się na ziemiach polskich pod koniec XIX w. Towarzyszyły mu pierwsze pogromy antyżydowskie, m.in. pogrom warszawski w 1881 czy pogromy galicyjskie w 1897 roku.
W zaborze rosyjskim pierwsze zorganizowane wystąpienia przeciw ludności żydowskiej inspirowane przez endecję miały miejsce w latach 1905–1907 (rewolucja 1905 roku), stały za nimi grupy związane z Narodową Demokracją, takie jak Polskie Towarzystwo Gimnastyczne „Sokół”, Narodowy Związek Robotniczy, Narodowy Związek Chłopski. Bojówki endeckie były aktywne zwłaszcza w Łodzi i Warszawie.
Istniały również inspirowane i opłacane przez carską tajną policję (Ochrana) grupy rosyjskich kolejarzy i robotników budowlanych, dokonujące napadów na ludność żydowską ze wsparciem rosyjskiej armii (pogrom białostocki), kończące się natychmiast wraz z wycofaniem się wojska.
Od lat 80. XIX w. – m.in. w związku z wybuchem pogromów w Rosji – do Królestwa Polskiego przybywali Żydzi, osiedlając się szczególnie w Warszawie, Łodzi i Zagłębiu Dąbrowskim. W tym czasie można było zaobserwować wzrastające poczucie łączności inteligencji żydowskiej z polskością. Jednocześnie dwa wydarzenia z 1897 przyczyniły się do obudzenia świadomości narodowej Żydów: kongres syjonistyczny w Bazylei oraz powstanie socjalistycznej partii Bund. Pod koniec XIX w. antysemityzm w Warszawie nie miał wielu zwolenników i nie był mile widziany. Kluczowym wydarzeniem, wpływającym na rozejście się Polaków i Żydów, była ocena strajków studenckich w Rosji na przełomie XIX i XX w. Radykalna, socjalistyczna młodzież, poparła te wystąpienia, natomiast studenci związani z narodowymi demokratami zajęli stanowisko przeciwne. Rozdźwięk ten, mający rzutować na stosunki polsko-żydowskie w kolejnych latach, miał przyczyny polityczne.
Zgodnie z programem Stronnictwa Demokratyczno-Narodowego z 1903 oczekiwano od Żydów uznania polskiego interesu narodowego. Przewidując konflikt z Żydami – endecy odżegnywali się od walki w sensie fizycznym.
Rewolucja 1905-1907 przyczyniła się do zwiększenia polsko-żydowskiej obcości. Ale wobec kolejnej fali pogromów antyżydowskich w Rosji narodowi demokraci przyjęli negatywne stanowisko: kolportowano ulotki SND, gdzie potępiono te wydarzenia i zapowiadano przeciwdziałanie. Dzięki temu w Królestwie nie doszło do pogromów, z wyjątkiem wydarzeń w Siedlcach, które zorganizowali rosyjscy prowokatorzy.

### W II Rzeczypospolitej

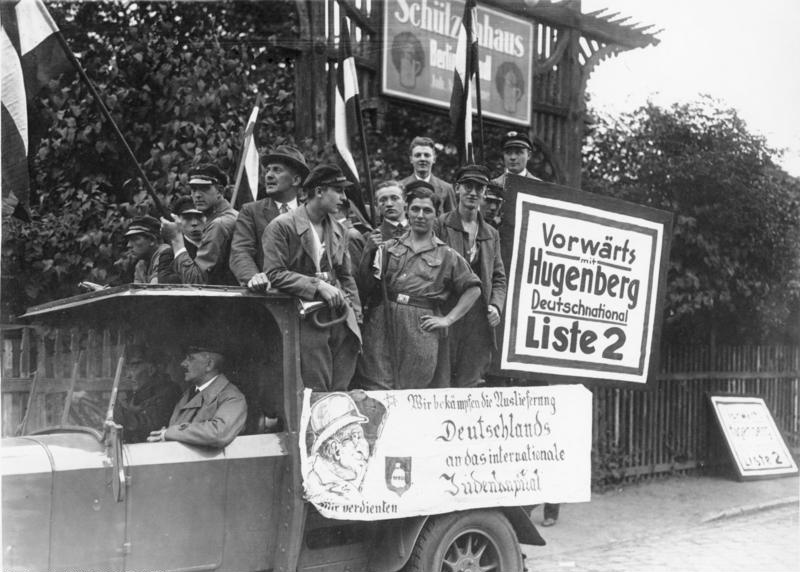
Działacze nacjonalistycznego ruchu DNVP w czasie kampanii wyborczej w 1930

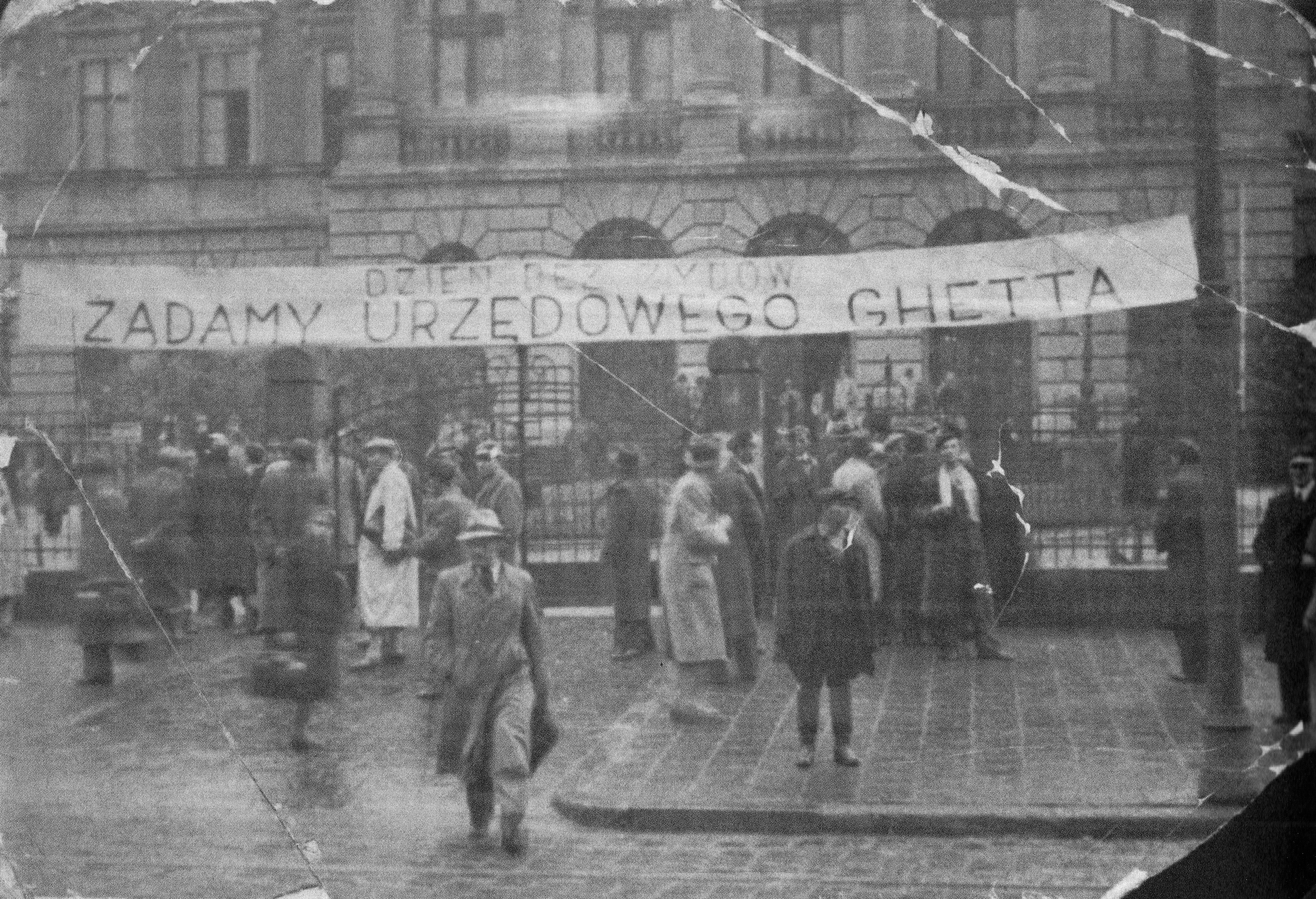
Lata 30. Pikieta Obozu Narodowo-Radykalnego przed gmachem Politechniki Lwowskiej z żądaniem wprowadzenia getta ławkowego

W czasie wojen 1918–1920 zarzucano często Żydom sympatie probolszewickie i antypolskie co doprowadziło do szeregu zajść antyżydowskich, takich jak pogrom lwowski, pogrom w Wilnie czy masakra w Pińsku (gdzie 35 osób podejrzanych o sprzyjanie bolszewikom rozstrzelano bez sądu). Według tzw. raportu Morgenthaua w okresie od listopada 1918 do sierpnia 1919 śmierć poniosło w nich ok. 280 osób. Raport stwierdza, że główną przyczyną zajść był antysemityzm, rozpowszechniony w byłym zaborze rosyjskim wśród ludności cywilnej i żołnierzy – głównych sprawców ekscesów. Raport podkreślił, że władze polskie – wojskowe i cywilne – nie były inicjatorem zajść, przeciwnie, starały się je poskromić.
Intensywna kampania endecji przeciwko udziale mniejszości narodowych w rządzeniu Polską, przede wszystkim antysemicka, leżała u źródeł zamordowania prezydenta Gabriela Narutowicza przez zwolennika Narodowej Demokracji Eligiusza Niewiadomskiego. W tej atmosferze powstało szereg skrajnie prawicowych paramilitarnych grup o nastawieniu skrajnie antysemickim: Pogotowie Patriotów Polskich, Związek Faszystów, Rycerze Orła Białego, Rycerze Monarchizmu. Propagowany przez endecję antysemityzm nie cieszył się poparciem władz. Rząd po przewrocie podjął szereg kroków w obronie Żydów i ich równouprawnienia. Sytuacja ta zmieniła się jednak stopniowo w latach 30. m.in. pod wpływem wzmożonej aktywności antysemickiej ruchu narodowego. Zwłaszcza po śmierci Piłsudskiego, rządzący postsanacyjny Obóz Zjednoczenia Narodowego przybliżył się w swoim programie do ideologii endeckiej, rozważając pomysł emigracji Żydów z Polski na Madagaskar (zob. Żydzi na Madagaskar, Projekt osiedlenia Żydów europejskich na Madagaskarze).
W latach 1933–1936 nastąpił w Polsce gwałtowny wzrost antysemityzmu i liczby wystąpień i zajść antyżydowskich i przemocy (m.in. pogrom w Przytyku). Nawoływano do bojkotu sklepów żydowskich, co spotkało się 1936 z poparciem prymasa Polski, kardynała Augusta Hlonda. Udzielając częściowego poparcia dla skierowanych przeciw Żydom działań bojkotujących, zarówno rząd, jak i Kościół jednoznacznie jednak krytykowały stosowanie wobec nich przemocy.

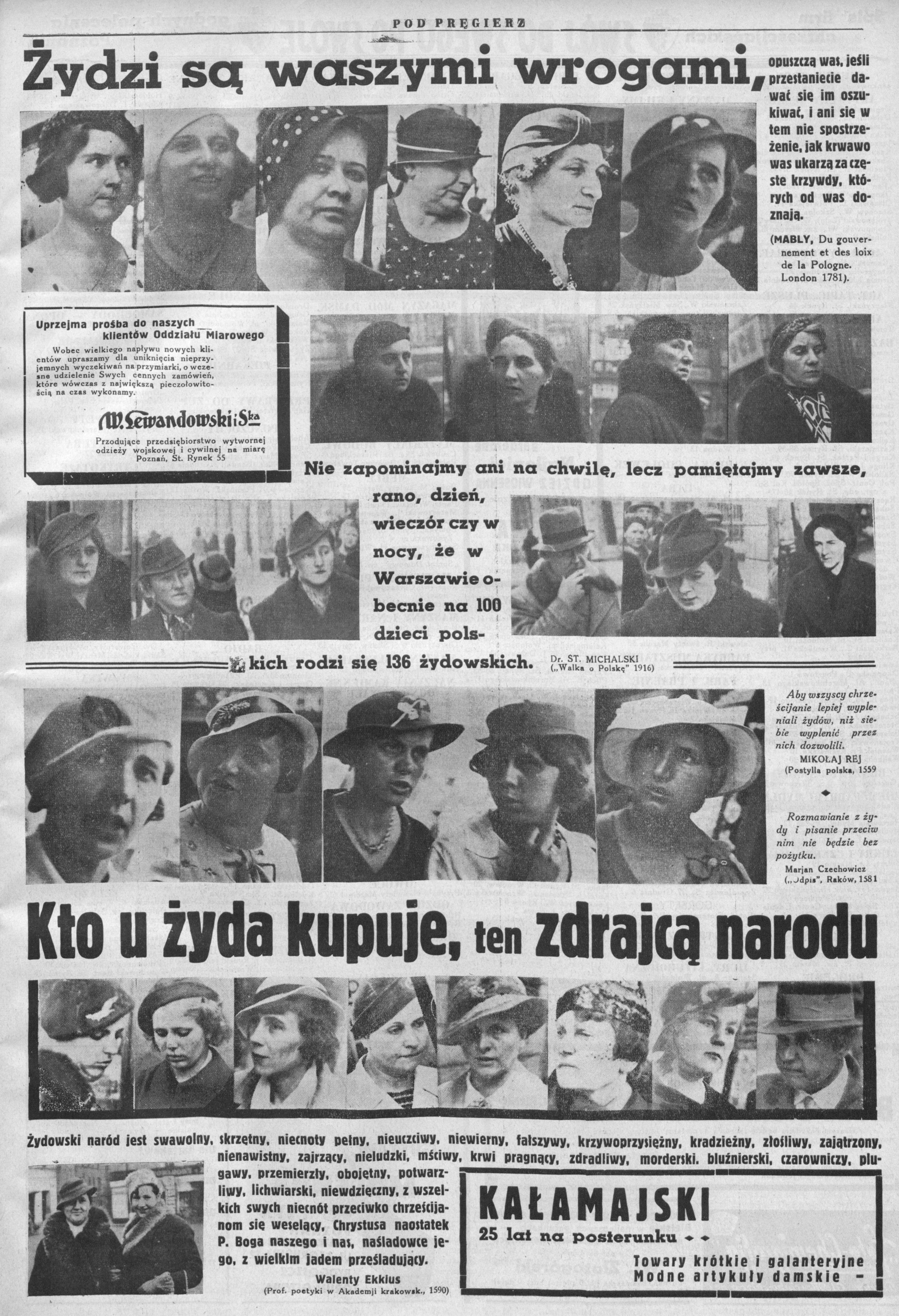
Strona dziennika „Pod Pręgierz”, 1937 rok

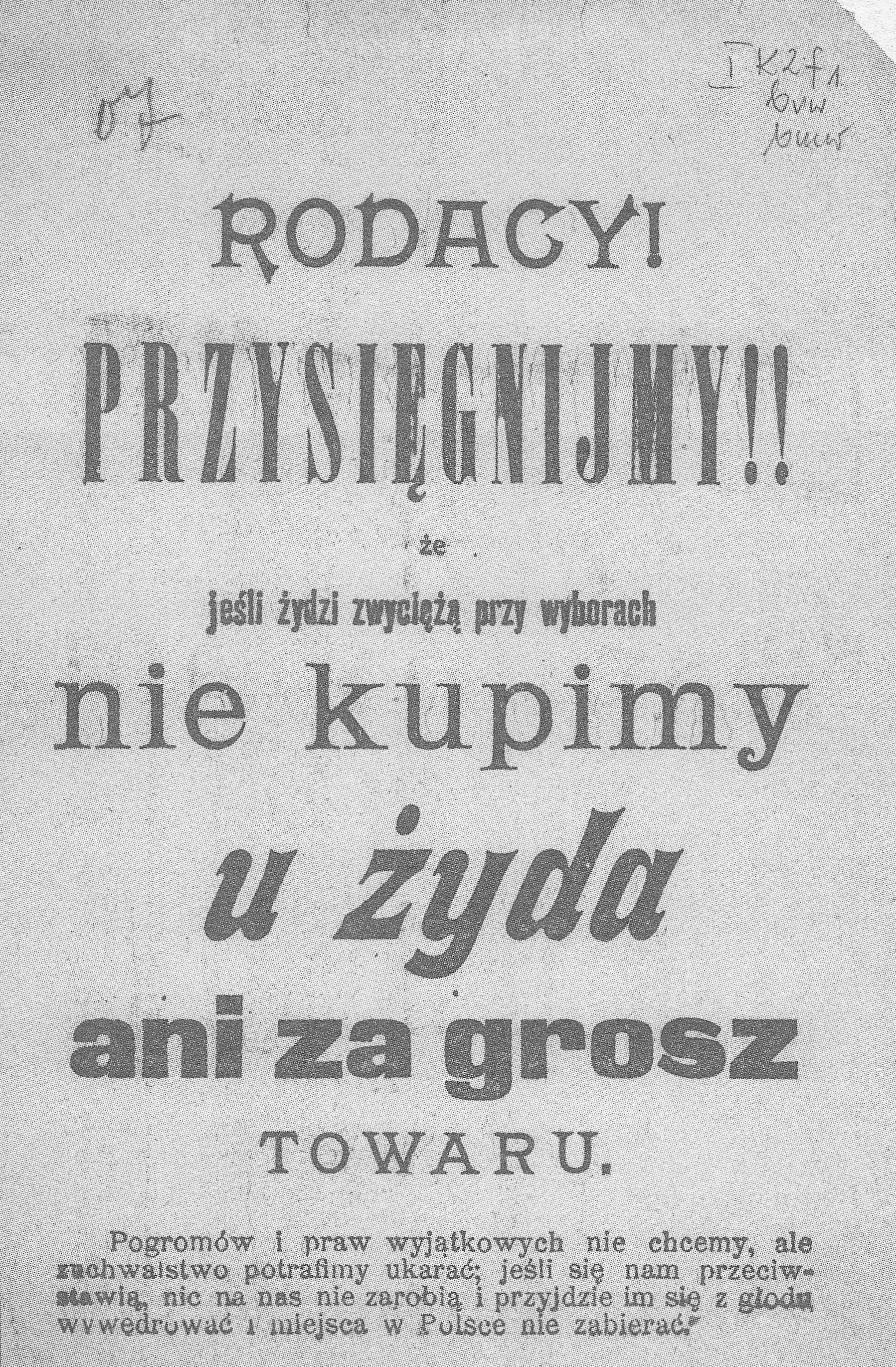
Ulotka nawołująca do bojkotu ekonomicznego Żydów

W pogromach ludności żydowskiej w latach 1935–1937 zginęło 97 Żydów, kilkuset zostało rannych. Po zajściach w Przytyku, socjaliści z partii Bund i PPS zorganizowali demonstracje protestacyjne.
W samym 1936 roku w województwie białostockim miało miejsce 348 wystąpień antyżydowskich, 21 zajść masowych, czyli sytuacje gdy narodowcy całą grupą wchodzili do jakiejś wsi i atakowali Żydów oraz 3 ofiary śmiertelne.
W roku 1937 wprowadzono, podobnie jak w Wielkiej Brytanii i Stanach Zjednoczonych, tzw. numerus clausus, ograniczający liczbę żydowskich studentów na polskich uczelniach do 8%, odzwierciedlało to liczbę ludności żydowskiej zamieszkującą Polskę przed wojną. W zamierzeniu zasada numerus clausus miała wyrównać szanse edukacyjne młodzieży wiejskiej. Wprowadzeniu numerus clausus towarzyszył spór na temat problemów w dostępie do szkolnictwa wyższego. Ograniczenie to stanowiło formę dyskryminacji młodzieży żydowskiej, jednak powodem jego wprowadzenia było zapotrzebowanie na oświatę wśród potomków chłopów pańszczyźnianych z czasów zaborów. Młodzież wiejska, zdobywszy umiejętność czytania i pisania, próbowała dostawać się na uniwersytety i spotykała się tam z trudnościami wywołanymi nadreprezentacją młodzieży żydowskiej (np. na Wydziałach Prawa i Medycyny Uniwersytetu Warszawskiego Żydzi stanowili ponad 50% ogółu studentów).
Dyskusja w latach 30. na temat szkolnictwa wyższego była związana z przyczynami społecznymi i nie była wynikiem bezmyślnej dyskryminacji. Jednak pod presją nacjonalistycznych organizacji (m.in. ONR, Ruch Narodowo-Radykalny Falanga, Obóz Narodowo-Radykalny ABC, Młodzież Wszechpolska, Sekcja Młodych Stronnictwa Narodowego, Polska Partia Narodowo-Socjalistyczna, Partia Narodowych Socjalistów, Narodowo-Socjalistyczna Partia Robotnicza), w wyniku szeregu napadów na żydowskich studentów i ich obrońców, w 1937 minister wyznań religijnych i oświecenia publicznego Wojciech Świętosławski zezwolił na utworzenie przez rektorów na terenie uniwersytetów tzw. gett ławkowych zmuszając studentów żydowskich do zajmowania miejsc tylko w wyznaczonych miejscach sal wykładowych. Niektóre stowarzyszenia wprowadziły wzorowany na nazistowskim Arierparagraph, tzw. „paragraf aryjski”, czyli zakaz przynależności dla nie-chrześcijan.
Numerus clausus, getto ławkowe i zajścia antysemickie na uczelniach były główną przyczyną zmniejszenia się odsetka studentów-Żydów z 21,5% w roku akademickim 1924/1925 do 10% w roku akademickim 1937/1938.
Do najgorszych ekscesów doszło na Politechnice Lwowskiej, gdzie ONR-owskie bojówki organizowały „dni bez Żyda” i masakrowały i mordowały żydowskich studentów. I tak w 3/11/1938 pobito studenta politechniki Samuela Prowellera, zmarł 5/12/1938, 28/11/1938 zamordowano studenta farmacji Karola Zellermayera, a 24/5/1939 studenta politechniki Markusa Landesberga.
| Polski plakat z 1925. Żołnierz, który miotaczem ognia tępi szczury. Gryzonie mają pejsy i jarmułki ozdobione gwiazdą Dawida. Pod rysunkiem czytamy: „«Rozwój» walczy o dobrobyt Polski, propagując solidarność narodową, pracę i organizację żywiołu polskiego; broni Polski przed zalewem żydowskim” | Polski plakat propagandowy z czasów wojny polsko-bolszewickiej 1920–1921                                                                        | Polski plakat Katolicko-Narodowego Komitetu Wyborczego, rozwieszany w trakcie wyborów do rady miejskiej Wilna w 1939 roku |
| --- | --- | --- |
| | | |
| Artykuł z dziennika „Pod Pręgierz”, 1937 r. pt. „Wara żydom od progów Poznania” | Artykuł z dziennika „Pod Pręgierz”, 1937 r. pt. „Gdy do tego dopuścimy – to zginiemy! Żydzi zakładają w Poznaniu gimnazjum i szkołę powszechną” | Artykuł z dziennika „Pod Pręgierz”, 1937 r. pt. „Wiadomości Literackie służą żydo-komunie”                                |
| | | |
| Artykuł z dziennika „Pod Pręgierz”, 1937 r. pt. „Wielkopolska bez Żydów” | Artykuł z dziennika „Pod Pręgierz”, 1937 r. pt. „Torunianki kupują u Żydów”, ilustrowany zdjęciami twarzy klientów sklepów żydowskich           | Ilustracja z dziennika „Pod Pręgierz”, 1937 r. pt. „Polska gwiazdka bez żydów”                                            |
| | | |

Na początku roku 1937 doszło w Wilnie do serii zamachów z użyciem materiałów wybuchowych, które były skierowane przeciwko żydowskim firmom i osobom prywatnym. Na szczęście w 13 zamachach nikt nie ucierpiał, nie było ofiar śmiertelnych. Straty materialne były jednak często znaczne. Zamachowcami okazała się samozwańcza „Północno-wschodnia grupa terrorystów-antysemitów”. Terroryści zostali szybko wykryci i osądzeni.
Na przełomie 1937 i 1938 r. klub piłkarski Warta Poznań wystąpiła z żądaniem wprowadzenia paragrafu aryjskiego, czyli wykluczenia z PZPN klubów, sędziów i piłkarzy nie-chrześcijan.
W 1938 r. rząd, zaniepokojony pogarszaniem się sytuacji Żydów-obywateli polskich w III Rzeszy, postanowił przeciwdziałać ich spodziewanemu masowemu powrotowi do kraju pozbawiając ich obywatelstwa. 31 marca 1938 Sejm uchwalił ustawę o pozbawianiu obywatelstwa zgodnie z którą obywatel polski mógł być go pozbawiony m.in. jeżeli przebywał nieprzerwanie za granicą ponad 5 lat od powstania państwa polskiego. 28 października 1938, w przeddzień wykonania rozporządzenia Ministra Spraw Wewnętrznych o rejestracji paszportów oraz umieszczeniu w nich adnotacji o ważności, Niemcy rozpoczęli akcję deportacyjną polskich Żydów do Polski znaną jako Polenaktion. Około 6 tys. Żydów władze polskie umieściły w obozie przejściowym utworzonym na terenie dawnych koszar w Zbąszyniu.
W czerwcu 1938 podczas walnego zebrania delegatów Stowarzyszenia Architektów Rzeczypospolitej Polskiej prawie jednogłośnie (przeciw głosował przedstawiciel Okręgu Katowickiego) przyjęto zmiany w statucie wykluczające członkostwo w SARP osób narodowości żydowskiej.
Celem ataków i napaści antysemickich stali się m.in. wybitni pisarze polscy: Bolesław Leśmian, Antoni Słonimski i Julian Tuwim. Domagano się usuwania Żydów i Polaków pochodzenia żydowskiego z różnego rodzaju instytucji i organizacji. Dla przykładu 18 marca 1939 członkowie koła Związku Adwokatów Polskich w Toruniu podjęli rezolucję, aby zarząd główny ZAP poczynił starania w celu całkowitego wykluczenia Żydów z wykonywania zawodu adwokackiego.

### II wojna światowa
Antysemityzm był jednym z dominujących tematów propagandy niemieckiej w Generalnym Gubernatorstwie (rozpowszechnianej m.in. przez Teatr Objazdowy Generalnego Gubernatorstwa). Zarejestrowano przypadki donoszenia niemieckiemu okupantowi o kryjówkach, w których przebywali Żydzi i wydawania Żydów w ręce Gestapo (patrz: szmalcownik) i bezpośredniego udziału w ich mordowaniu (np. pogrom wielkanocny, pogrom w Jedwabnem). Pogromy miały miejsce (poza pogromem wielkanocnym) na terenach zajętych przez hitlerowców w 1941, a wcześniej okupowanych przez ZSRR. Towarzyszyły im wysuwane wobec Żydów zarzuty o sympatie probolszewickie i antypolskie.
Postawy te z całą stanowczością krytykowane były wielokrotnie przez władze rządu emigracyjnego (m.in. w latach 1942–1945 działała Rada Pomocy Żydom) i państwa podziemnego. Armia Krajowa wykonała wiele wyroków śmierci na kolaborantach i szmalcownikach, oskarżonych o działania przeciw Żydom.
Niemniej jednak w czasie powstania warszawskiego miały miejsce przypadki rozstrzeliwania ocalałych Żydów przez jednostki AK. W ten sposób ginie rozstrzelany na podwórku przy ulicy Pańskiej 7 współredagujący Biuletyn Informacyjny – Jerzy Grasberg, współpracownik Aleksandra Kamińskiego. Tylko dzięki korzystnemu zbiegowi okoliczności nie został rozstrzelany przez patrol AK ostatni dowódca powstania w getcie warszawskim Marek Edelman. W trakcie powstania w podobnych okolicznościach ginie około 60 Żydów, w tym 44 w wyniku dwu zbiorowych mordów.
Współcześnie wysuwa się zarzuty, że Narodowe Siły Zbrojne, mające polityczne korzenie w ruchach nacjonalistycznych, były wrogo nastawione do ludności pochodzenia żydowskiego. Według Encyklopedii Holocaustu setki polskich Żydów zostało zamordowanych przez żołnierzy NSZ. W 1986 Israel Gutman, ówczesny dyrektor Ośrodka Badawczo-Naukowego Jad Waszem, wydał wspólnie ze Shmuelem Krakowskim pracę, w której podaje, że udokumentowano 120 przypadków zabójstw Żydów przez żołnierzy podziemia (AK i NSZ).
Na terenach okupowanej Polski Niemcy wprowadzili prawo, które przewidywało karę śmierci za pomoc, ukrywanie, a nawet dostarczanie żywności Żydom – był to jedyny taki przypadek w okupowanej Europie. Mimo to na liście odznaczeń Sprawiedliwy wśród Narodów Świata, przyznawanych przez izraelski instytut Jad Waszem za pomoc udzielaną Żydom, znajduje się ponad 6 tys. Polaków – najwięcej ze wszystkich krajach okupowanych przez nazistowskie Niemcy.
| Niemiecki plakat z 1942. „Żydzi-wszy-tyfus plamisty” Konkurs na sztukę antytyfusową – przeprowadzony wiosną 1942 w Generalnym Gubernatorstwie wśród polskich twórców konkurs na utwór dramaturgiczny propagujący walkę z tyfusem. | Niemiecki plakat antysemicki i antybolszewicki (1941–1942), wywieszany na ulicach Krakowa w czasie okupacji Bolszewik ciągnie za sobą pożogę i zgliszcza, niemiecki żołnierz ład i porządek |
| --- | --- |
| | |

### Po II wojnie światowej
Po 1944 r. działacze lewicowi i komunistyczni pochodzenia żydowskiego objęli znaczącą liczbę stanowisk we władzach PRL. Według relacji ambasadora ZSRR w Polsce w 1949 r. Wiktora Lebiediewa „w MBP poczynając od wiceministrów, poprzez dyrektorów departamentów, nie ma ani jednego Polaka, wszyscy są Żydami”. Badania IPN wskazują na znacznie mniejszą liczbę Żydów w MBP. Krzysztof Szwagrzyk, określił ich liczbę na 167 wśród 450 etatów w ścisłym kierownictwie MBP i według jego oceny „w świetle zaprezentowanych danych statystycznych teza o dużym udziale Żydów i osób pochodzenia żydowskiego w kierownictwie UB sformułowana została na podstawie prawdziwych przesłanek i jako taka odzwierciedla fakt historyczny...”
Bezpośrednio po wojnie, w wielu przypadkach dopuszczano się aktów przemocy, grabieży oraz zabójstw na repatriowanych do Polski Żydach, między innymi na trasie kolejowej ze wschodu do Wrocławia. W Polsce miał miejsce szereg krwawych zajść antyżydowskich, m.in. pogrom w Krakowie i pogrom kielecki. W obu pogromach dominujący był klasyczny motyw antysemicki – plotka o tzw. mordzie rytualnym. Wydarzenia w Europie Wschodniej spowodowały masową emigrację Żydów do Palestyny.
Obecnie część badaczy prezentuje pogląd głoszący, że część podziemia antykomunistycznego była nastawiona antysemicko, i jest odpowiedzialna za mordy na Żydach. Zdaniem socjolog Barbary Engelking podziemie antykomunistyczne w swojej propagandzie często posługiwało się wątkami antysemickimi i stereotypem żydokomuny z okresu przedwojennego. Znane są przypadki ataków żołnierzy podziemia na Żydów – w Krościenku partyzanci Józefa Kurasia zastrzelili 11 osób i zranili kolejne 7. W 1946 lub 1945 oddział grupy Wolność i Niezawisłość Leona Taraszkiewicza zabił trzech Żydów w Parczewie i zrabował majątek sklepów i mieszkań należących do Żydów. Oddział sporządził plan rozgromienia Żydów zamieszkujących miejscowość. 20 czerwca 1945 roku oddział NSZ w Żelechowie zabił trójkę Żydów, wcześniej 11 czerwca oddział ten zabił grupę „polskich działaczy demokratycznych” wśród których znalazło się kilku Żydów. Według Józefa Adelsona akcja pociągowa współorganizowana przez NSZ pochłonęła życie 200 Żydów.

### Okres PRL i III RP
Początkowo władze komunistyczne zwalczały antysemityzm, później stopniowo przyzwalały na jego występowanie (np. tzw. „odżydzanie wojska” po 1956 i 1967).
Do retoryki antysemickiej odwoływali się natolińczycy rywalizujący z puławianami o władzę w PZPR.
Kampanię antysemicką, która doprowadziła do wydarzeń marcowych w 1968 roku, zapoczątkowało w 1967 roku przemówienie I sekretarza PZPR Władysława Gomułki, w którym wskazał on na istnienie „imperialistyczno-syjonistycznej V kolumny”. Rząd z poparciem przynajmniej pewnej części społeczeństwa, w wyniku antysemickiej kampanii przeprowadził w latach 1967–1971 ekspulsję polskich Żydów. Ugrupowania jawnie antysemickie były tolerowane przez władze komunistyczne. W PZPR istniała nacjonalistyczna frakcja tzw. partyzantów, związana z osobą Mieczysława Moczara. Niemal cała prasa polska w 1968, po Marcu, publikowała regularnie artykuły przedstawiane jako „antysyjonistyczne”, a faktycznie antysemickie.
Powołane w 1980 r. Zjednoczenie Patriotyczne „Grunwald” niejednokrotnie odwoływało się w swym programie do haseł antysemickich.
15 czerwca 2006 roku Parlament Europejski przyjął rezolucję, w której m.in. wyrażono zaniepokojenie wzrostem nietolerancji w Polsce spowodowanej antysemityzmem, rasizmem, ksenofobią i homofobią. Pod naciskiem instytucji europejskich wywołanym m.in. akcją Redwatch prowadzoną przez grupę Krew i Honor oraz atakiem na rabina Schudricha przez sympatyka PPN, polski wymiar sprawiedliwości zainteresował się działalnością najbardziej skrajnych polskich grup i środowisk antysemickich np. Combat 18, Krew i Honor, Polska Partia Narodowa.
Kontrowersje w łonie Parlamentu Europejskiego wzbudziła książka „Wojna cywilizacji w Europie”, europosła Macieja Giertycha z LPR, w której zawarte były cytaty i teorie Feliksa Konecznego. Biuro Parlamentu Europejskiego uznało za naganne poglądy wyrażane przez Macieja Giertycha. Izraelskie MSZ uznało broszurę za rasistowską i antysemicką.
15 listopada 2006 roku Europejski Kongres Żydów opublikował raport na temat antysemickich reakcji w UE na prowadzoną przez Izrael wojnę w Libanie. W części raportu dotyczącej Polski, stwierdzono, że wzrastający w częściach społeczeństwa polskiego antysemityzm nie miał związku z wojną w Libanie. W odróżnieniu od wielu krajów zachodnich nie odnotowano w Polsce ataków na Żydów. W raporcie ponowiono krytykę audycji Radia Maryja, już wcześniej krytykowanego przez Kongres jako antysemickie.
Redaktor raportu Ilan Moss w wywiadzie dla „Rzeczpospolitej” powiedział m.in. „W Polsce antysemityzm występuje czasami w dyskursie politycznym czy w mediach. Pojawiają się nieprzychylne Żydom napisy na murach. Nie dochodzi jednak do aktów przemocy. Polscy Żydzi czują się bezpiecznie. Zupełnie inaczej jest na Zachodzie.”
W podobnym tonie skomentował raport EJC naczelny rabin Polski Michael Schudrich, stwierdzając że „Rozpowszechnione na świecie stereotypy są całkowicie nieprawdziwe. Kraje kojarzone z antysemityzmem, czyli niestety również Polska, w rzeczywistości wcale takie nie są. Antysemickie zachowania występują natomiast na liberalnym, wolnym Zachodzie.”
W 2011 r. Fundacja Wiedza Lokalna (której celem jest monitorowanie treści publikowanych przez internautów) przeprowadziła badanie forów internetowych działających przy portalach onet.pl, wp.pl i gazeta.pl pod kątem nasycenia postów słownictwem wyrażającym negatywne emocje. Wyniki wykazały, że najbardziej narażoną na słowne ataki internautów społecznością jest mniejszość żydowska.
Serge Cwajgenbaum, sekretarz Europejskiego Kongresu Żydowskiego, wypowiadając się na temat antysemityzmu w Polsce, powiedział, że Polska ma opinię najlepszego przyjaciela Izraela w Europie.
W Polsce współczesnej mają miejsce przypadki palenia „kukły Żyda”. Przykładem tego jest związana z Wielkanocą praktyka palenia i topienia w Pruchniku kukły „Judasza”, która nosi cechy wyznawcy judaizmu. Kukła jest wleczona przez Pruchnik przez grupę mieszkańców, w tym i dzieci, poniewierana i uderzana, przed utopieniem odcinana jest jej głowa i rozrywany brzuch. Dokonany w kwietniu 2019 w Pruchniku rytuał sądu nad Judaszem został uznany za antysemicki i potępiony przez Światowy Kongres Żydowski.
Stowarzyszenie ‘NIGDY WIĘCEJ’ we współpracy z Allegro usunęło od marca 2018 roku do lutego 2021 ponad 12 000 aukcji z przedmiotami o treści faszystowskiej i antysemickiej. Wśród nich znalazły się liczne aukcje ze współczesnymi wydaniami ‘Mein Kampf’ Hitlera bez komentarza krytycznego, a także publikacje autorstwa Davida Irvinga – skrajnego antysemity, który od wielu lat zaprzecza istnieniu komór gazowych w Auschwitz i Zagładzie sześciu milionów Żydów w czasie II wojny światowej. W 2020 r. platforma Allegro, po zgłoszeniu przez Stowarzyszenie nienawistnych treści, usunęła kilkanaście pozycji sprzedawanych przez Wydawnictwo 3dom. Wśród nich były m.in. współczesne wydania książek przedwojennego antysemity ks. Stanisława Trzeciaka pt. ‘Program światowej polityki żydowskiej. Konspiracja i dekonspiracja’, ‘Kartki z więzienia’ – antyżydowskie tyrady Eligiusza Niewiadomskiego (zabójcy prezydenta Gabriela Narutowicza), negująca Holokaust książka Douglasa Reeda pt. ‘Strategia Syjonu. Nieznana historia narodu wybranego’, a także powtarzająca średniowieczne oskarżenia książka pt. ‘Mord rytualny – przyczynki historyczne’, której współautorem był poseł Konfederacji Grzegorz Braun.

#### Stosunek Polaków do Żydów według sondaży
Według badań przeprowadzonych w 2015 r., co trzeci Polak deklaruje niechęć w stosunku do Żydów. Opublikowane badania CBOS pokazują, że 70 lat po wojnie stosunek Polaków do narodu żydowskiego zdecydowanie się poprawił. Na początku lat 90. XX w. liczba Polaków deklarujących antypatie do Żydów była trzykrotnie większa niż tych, którzy niechęci nie żywili. Podczas sondażu z 2015 r. proporcje te były wyrównane – 32% przyznawało się do niechęci, natomiast 28% stwierdziło, że odnosi się do Żydów z sympatią.
Z odpowiedzi na następne pytanie przygotowane przez ankieterów wynikało, że w opinii 26% Polaków naród żydowski doznał ze strony Polaków więcej dobrego niż złego, 44% uważa, że bilans jest wyrównany, a 11% przyznaje, że Żydzi od Polaków doznali zdecydowanie więcej krzywd niż pomocy. Jeszcze w 1992 r. 38% ankietowanych w Polsce przyznało, że Żydzi doznali od Polaków więcej dobrego niż złego, a jedynie 9% twierdziło, że bilans był odmienny.
W ankiecie CBOS-u zadano także pytanie dotyczące reakcji na doniesienia o zbrodniach popełnionych przez naród polski na Żydach. Procent odpowiedzi przedstawiał się następująco:
- 36%: „współczucie dla ofiar”,
- 34%: „potępienie sprawców”,
- 29%: poruszenie, że „ludzie ludziom zgotowali ten los”,
- 26%: „wstyd, że doszło do takich zbrodni”,
- 20%: „oburzenie, że tyle mówi się o zbrodniach Polaków na Żydach, a za mało o Polakach, którzy Żydów ratowali”,
- 13%: „oburzenie z powodu szkalowania dobrego imienia Polski i Polaków”,
- 13%: „oburzenie z powodu przemilczenia tematu zbrodni popełnianych przez Żydów”,
- 10%: „wątpliwość, czy Polacy rzeczywiście byli sprawcami zbrodni na narodzie żydowskim”[116].

## Sytuacja prawna w Polsce
Konstytucja Rzeczypospolitej Polskiej (Dz.U. z 1997 r. nr 78, poz. 483):
Art. 13.
Zakazane jest istnienie partii politycznych i innych organizacji odwołujących się w swoich programach do totalitarnych metod i praktyk działania nazizmu, faszyzmu i komunizmu, a także tych, których program lub działalność zakłada lub dopuszcza nienawiść rasową i narodowościową, stosowanie przemocy w celu zdobycia władzy lub wpływu na politykę państwa albo przewiduje utajnienie struktur lub członkostwa.
Art. 32.
1. Wszyscy są wobec prawa równi. Wszyscy mają prawo do równego traktowania przez władze publiczne.
2. Nikt nie może być dyskryminowany w życiu politycznym, społecznym lub gospodarczym z jakiejkolwiek przyczyny.

Ustawa z dnia 6 czerwca 1997 r. Kodeks karny (Dz.U. z 2022 r. poz. 1138, z późn. zm.):
| Art. 256. |
| § 1. Kto publicznie propaguje nazistowski, komunistyczny, faszystowski lub inny totalitarny ustrój państwa lub nawołuje do nienawiści na tle różnic narodowościowych, etnicznych, rasowych, wyznaniowych albo ze względu na bezwyznaniowość, podlega karze pozbawienia wolności do lat 3. |
| § 1a. Tej samej karze podlega, kto publicznie propaguje ideologię nazistowską, komunistyczną, faszystowską lub ideologię nawołującą do użycia przemocy w celu wpływania na życie polityczne lub społeczne. |
| § 2. Karze określonej w § 1 podlega, kto w celu rozpowszechniania produkuje, utrwala lub sprowadza, nabywa, zbywa, oferuje, przechowuje, posiada, prezentuje, przewozi lub przesyła druk, nagranie lub inny przedmiot, zawierające treść określoną w § 1 lub 1a albo będące nośnikiem symboliki nazistowskiej, komunistycznej, faszystowskiej lub innej totalitarnej, użytej w sposób służący propagowaniu treści określonej w § 1 lub 1a. |

| Art. 257. |
| Kto publicznie znieważa grupę ludności albo poszczególną osobę z powodu jej przynależności narodowościowej, etnicznej, rasowej, wyznaniowej albo z powodu jej bezwyznaniowości lub z takich powodów narusza nietykalność cielesną innej osoby, podlega karze pozbawienia wolności do lat 3. |